# Henrique Mitchell de Paiva Couceiro
Henrique Mitchell de Paiva Couceiro CvTE • OTE • ComTE • MOVM (pt) • CvA (pt) • GCIC (pt) (Lisbonne, 30 décembre 1861 — Lisbonne, 11 février 1944) est un militaire, un administrateur colonial et un homme politique portugais. Il est connu pour avoir participé aux campagnes d'occupation coloniale en Angola et au Mozambique mais aussi pour avoir inspiré les « Incursions monarchistes » contre la première République portugaise en 1911, 1912 et 1919. Il préside le gouvernement de ce qu'on nomme la Monarchie du Nord proclamée le 19 janvier 1919 et renversée le 13 février. Nombre de participants à cet épisode politique appartiennent au groupe de l'Intégralisme lusitanien. Son dévouement à la cause monarchiste et son adhésion à l'Intégralisme le conduisirent plusieurs fois à l'exil, avant et même après l'avènement de l'Estado Novo au Portugal.

## Biographie

### Jeunesse
Henrique Mitchell de Paiva Couceiro est né à Lisbonne, fils du général José Joaquim de Paiva Cabral Couceiro, officier de l'arme d'ingénierie de l'armée portugaise, et de Helena Isabel Teresa Mitchell, protestante anglaise convertie au catholicisme, qui, après avoir étudié dans un collège de religieuses en France, s’est installée au Portugal en tant que préceptrice des filles du vicomte du Torrão.
Sa mère avait une foi intense et militante, raison pour laquelle Henrique Paiva Couceiro a grandi dans une ambiance de religiosité exacerbée et de catholicisme fanatique et dominateur, qui interdisait, par exemple, la lecture de romans considérés « impurs ». Alors qu’il était déjà étudiant à l’École militaire, il était fier de les déchirer, même s'il ne les avait qu’en prêt; on le suspecte de trouver ces romans « pervers » par nature.
L’éducation reçue et la durable influence maternelle ont fait qu’à la fin de sa vie Paiva Couceiro avouait avoir lu très peu de romans et n’être jamais allé au théâtre ni au cinéma, à l'exception du Teatro Nacional de São Carlos, où il allait pour la musique. Par contre, lorsqu’il n'était pas en campagne, il allait tous les jours à la messe, et, en campagne, lisait tous les jours l’Imitation de Jésus-Christ, se préparant pour le « sacrifice suprême ». Il aurait envisagé, en 1891, après son retour des campagnes dans le sud de l’Angola, d’entrer dans un ordre religieux.
Révélant par son attitude de forts penchants pour le jansénisme, en dépit de sa ferveur religieuse, il se considérait indigne de communier.
Après avoir terminé ses études préparatoires à Lisbonne, il s’enrôle à l’armée le 14 janvier 1879, à 17 ans, comme volontaire, au régiment de cavalerie no 2 dans lequel il sert jusqu‘en 1880. La même année, il est transféré au régiment d'artillerie no 1 en tant que sous-lieutenant et fréquente le cours préparatoire d’artillerie à l’École polytechnique de Lisbonne. Il rentre alors à l’École militaire où il fréquente le cours d’artillerie de 1881 à 1884.
Le 24 juin 1881, à 19 ans, et à la veille d’être promu au grade de lieutenant d’artillerie, lorsqu’il se promène au Chiado, il croise Léon de la Torre qui bouscule sa sœur Carolina qui l’accompagnait et, dans un accès de rage lui donne deux ou trois coups de poing (et non cinq balles de pistolet comme cela a été raconté…). Immédiatement, Léon de la Torre se met en fuite afin d’éviter d’en recevoir d’autres. En conséquence de cette agression, Léon de la Torre subit quarante-deux jours d’incapacité de travail. Paiva Couceiro est arrêté le lendemain et accusé de crime de « blessures ». Il passe en conseil de guerre où il est condamné le 7 novembre à deux ans de prison militaire pour « blessures volontaires ». Le 7 avril 1882, sa peine est commuée en six mois de prison militaire en plus de ce qu’il a déjà accompli. Libéré le 7 octobre suivant, il est donc resté en prison pendant 1 an, 3 mois et 18 jours.
Il retourne à l’École militaire le 26 octobre 1882.
Le 9 janvier 1884, il est promu au grade de 2e lieutenant d’artillerie, attaché au régiment d'artillerie no 1, à Campolide. Dans cette unité, il fait partie d’un groupe de jeunes lieutenants qui cultivent les « arts militaires » et pratique aussi l’escrime et l’équitation; c’est le début d’une période de carrière militaire sans remarques ni louanges particulières. Par la suite, il est promu au grade de 1er lieutenant le 27 janvier 1886. Il est à nouveau promu le 4 juillet 1889, cette fois-ci au grade de capitaine ; il se porte alors volontaire pour réaliser une commission de service dans les colonies d’outre mer, où à cette époque le Portugal développait un effort d’occupation effective du territoire, conséquence de la conférence de Berlin sur le partage de l’Afrique entre les puissances coloniales européennes. Il est envoyé en Angola, où il débarque à Luanda le 1er septembre 1889.

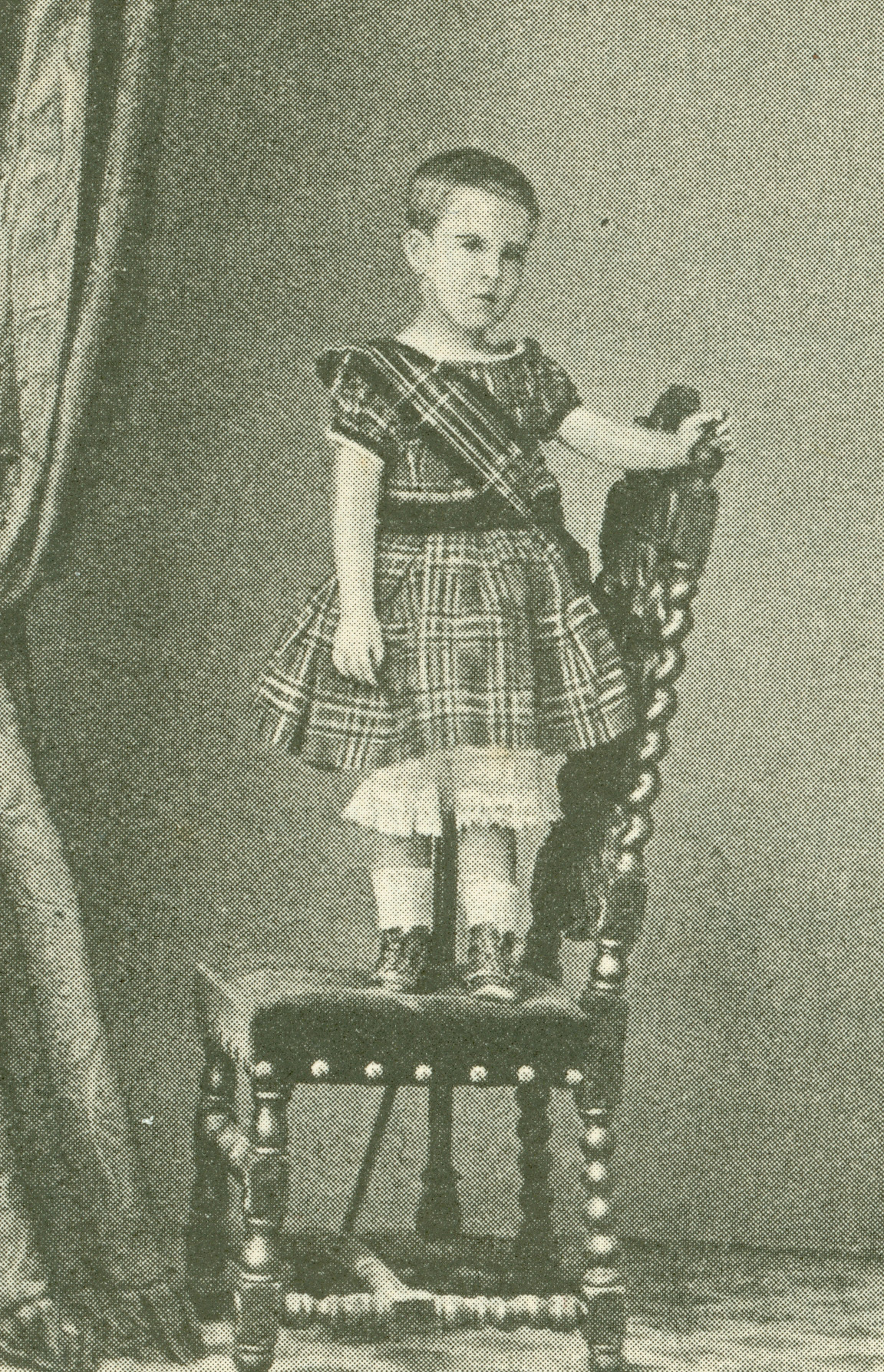
Henrique Paiva Couceiro en 1865.
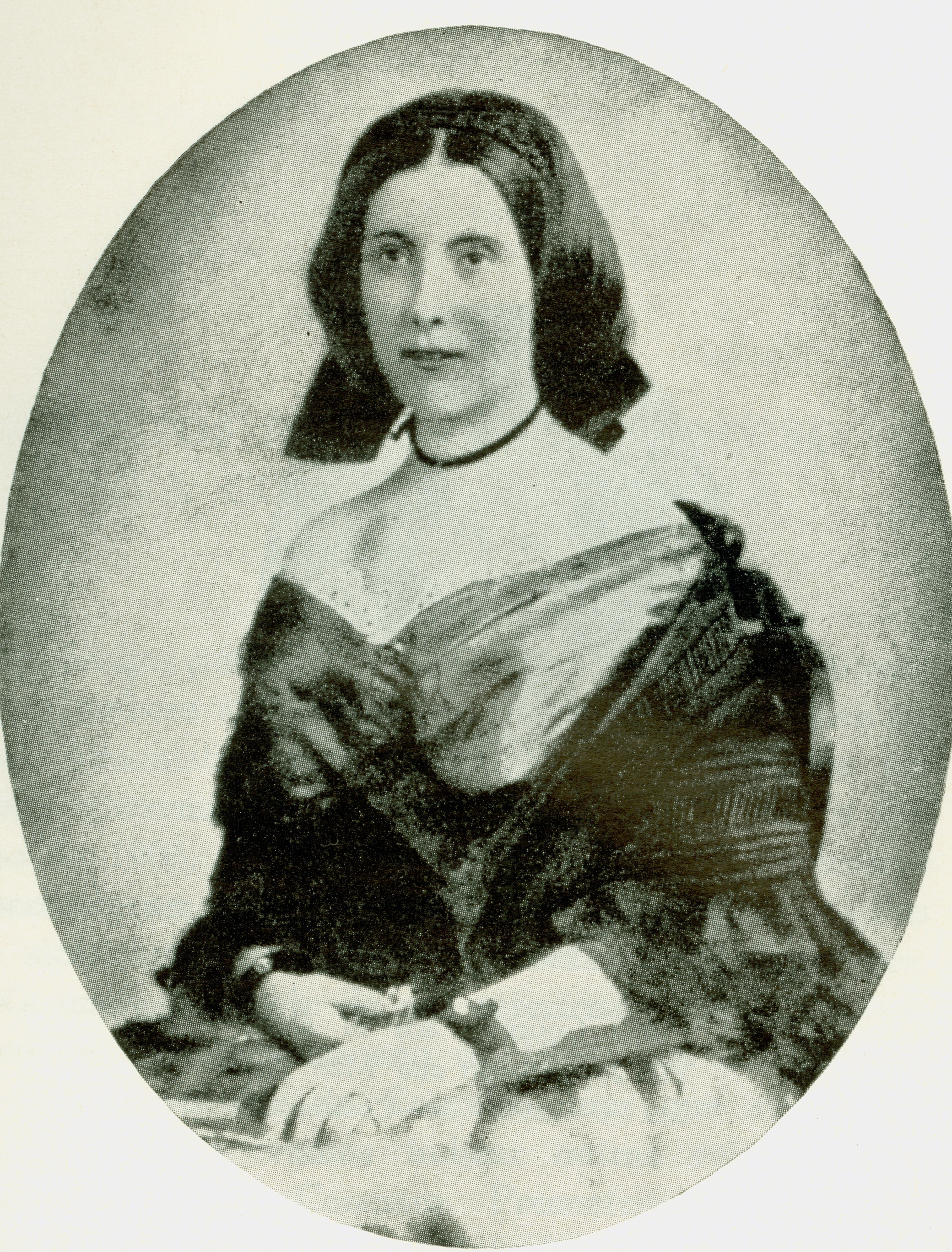
Helena Armstrong Mitchell, mère de Henrique Paiva Couceiro.
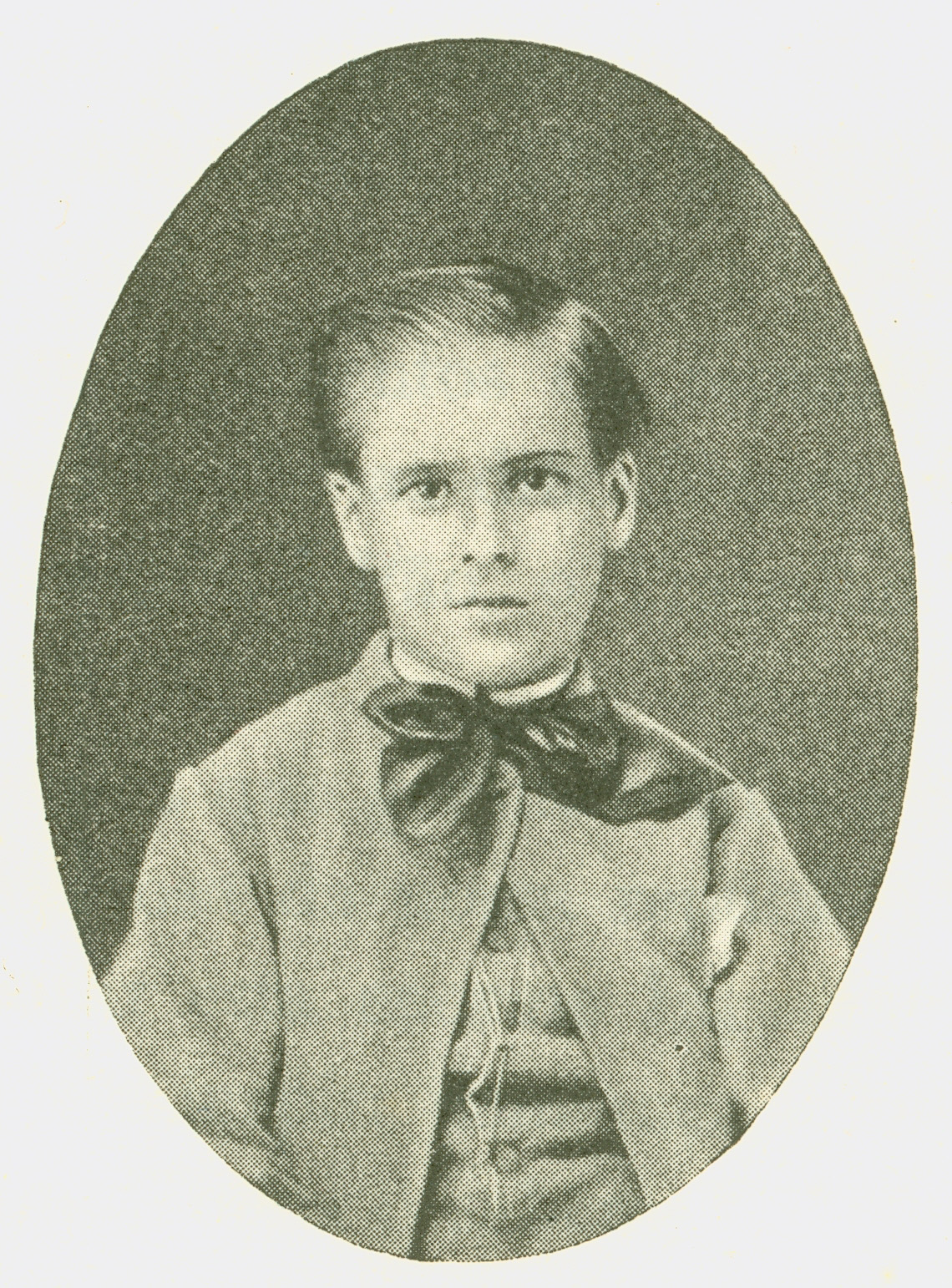
Henrique Paiva Couceiro en 1872.

### Campagnes d'Angola
À peine arrivé en Angola, Paiva Couceiro est nommé commandant d'un escadron de chasseurs à cheval, installé dans la ville d'Humpata. Il avait été créé par Arthur de Paiva afin de combattre les bandes de pilleurs (appelés « guerras ») qui alors sévissaient sur le plateau de Moçâmedes. Il n’est pas resté longtemps à ce poste, apparemment mécontent des méthodes et de l’indiscipline de ses subordonnés; il a participé à une seule action destinée à récupérer du bétail volé, accompagné exclusivement de soldats et volontaires portugais, sans l’aide habituelle de mercenaires Boers.
Avec l’élargissement de l’effort d’occupation de l’intérieur de l’Angola et les tentatives de soutenir la prétention de souveraineté portugaise  dans la région entre l’Angola et le Mozambique, la fameuse « carte rose » (Mapa Cor-de-Rosa), plusieurs campagnes d’exploration et d’avassalamento des peuples de l’intérieur de l’Angola ont été déclenchées. La résistance ne s’est pas fait attendre, ce qui a enclenché une vaste campagne militaire, appelée Campagne de Pacification de l’Angola (Campanha de Pacificação de Angola), entre 1889 et 1891, dans laquelle Paiva Couceiro s’est impliqué énergiquement.
Dans cette campagne, la première mission qui a été confiée à Paiva Couceiro fut celle d’obtenir serment d’allégeance du « Soba » (chef africain) Levanica (Levanika) du Barotze, dans la région qui est aujourd’hui la Zambie, ce qui impliquait une marche de presque un millier de kilomètres à travers la savane. Cependant, après une longue attente à Bié, près de l’actuelle ville de Kuito, et pendant qu’il attend des renforts et les cadeaux qu’il devait offrir au « Soba », Paiva Couceiro reçoit la nouvelle de l’annulation de l’expédition. Seulement quelques mois plus tard il apprend que la mission avait été jugée inutile car le Portugal avait cédé à l’ultimatum britannique de 1890. Les territoires que Paiva Couceiro devait visiter étaient passés sous influence britannique.
En conséquence de cet affront, Paiva Couceiro (Henrique Mitchell de Paiva Couceiro de son nom complet) cesse de porter le nom « Mitchell », qui était le nom de jeune fille de sa mère.
Paiva Couceiro était au courant de la profonde connaissance que le vieux commerçant António Francisco da Silva Porto avait de la brousse, raison pour laquelle, pendant sa permanence à Bié, il campe à proximité du petit village (embala) de Belmonte, village fondé par Silva Porto dans les rives de la rivière Kuito et où il résidait. Ce village était le départ de ce qui est devenu la ville de António Francisco da Silva Porto pendant la période coloniale du Portugal et est aujourd’hui appelé Kuito.
La présence de la force militaire commandée par Paiva Couceiro, avec 40 mozambicains, armés de fusils à répétition Snider-Enfield, génère une grande tension avec les tribus de Baloch, inquiettes face à la présence de troupes portugaises sur son territoire, ce qui a amené le soba Dunduma (Orage) à exiger le départ immédiat des troupes. Compte tenu de la violation de la promesse que les troupes étaient juste de passage, promesse qui avait été faite plus tôt par António Francisco da Silva Porto, le Soba mit un terme aux relations pacifiques qui existaient depuis longtemps entre les peuples locaux et António Francisco da Silva Porto, qu’il injurie en lui tirant la barbe et en lui disant qu'il ne la méritait pas. Il exige le retrait immédiat de Paiva Couceiro, qui refuse catégoriquement.
Dans un climat de pessimisme résultant de l'ultimatum britannique, Silva Porto, blessé dans son honneur et dans sa dignité après l'échec de la tentative de médiation avec Dunduma, s’enveloppe dans le drapeau portugais et se fait exploser avec quelques barils de poudre qu’il détenait.
Après la mort de Silva Porto (António Francisco da Silva Porto), Paiva Couceiro s'installe brièvement dans le village de Belmonte, mais, attaqué par les forces du Soba de Bié, il est contraint de se replier vers le royaume voisin de Bailundo, où après être resté isolé pendant quelques jours, il reçoit l’ordre du gouverneur-général d’Angola, Guilherme de Brito Capelo, de descendre le fleuve Cubango jusqu’à Mucusso, un voyage de 2 600 kilomètres dans une région inconnue.
L’objectif était d’obtenir serment d’allégeance des dirigeants de la région, avant que les britanniques l’aient fait, et d’étudier la navigabilité du fleuve. Partant de Bailundo le 30 avril 1890, le voyage fut épique; Paiva Couceiro, en plus de l’obtention de serment d’allégeance de « Sobas » (16 en tout), objet de sa mission, fournit un rapport richissime en détails ethnographiques et géographiques, dans certains cas marquant le premier contact européen avec les peuples autochtones et les terres visitées. La mission se termine le 30 juillet, jour où il est finalement arrivé au village du Soba de Mucusso. Il décide alors de descendre le fleuve Cubango en canoë vers les îles de Gomar, distantes de 65 kilomètres, et de remonter le long de la rivière jusqu’au Forte Princesa Amélia, à Bié, où il arrive le 14 octobre, après cinq mois et demi dans la brousse, risquant constamment de perdre la vie et dans des conditions insupportables pour un européen. Pour cette performance exceptionnelle Paiva Couceiro est décoré, le 18 décembre 1890, avec le grade de chevalier de la « Ordem da Torre e Espada » (Ordre de la Tour et de l'Épée).
Revenu à Bié, Paiva Couceiro participe, avec les forces de Arthur de Paiva, à l'expédition punitive qui se termine par l'arrestation et l’abdication du soba Dunduma (ou N ' Dunduma) qui l’avait menacé six mois auparavant ; il participe également à la soumission complète du royaume de Bié. Il venge ainsi à la fois l'insulte qui lui avait été faite et la mort de Silva Porto (António Francisco da Silva Porto).
Cette opération terminée, il est chargé d’obtenir serment d’allégeance des peuples de la région de Garanganja et d'explorer les gisements de sel qui existent sur la rive gauche du fleuve Kwanza. Avec sa rigueur habituelle, Paiva Couceiro décrit, dans son rapport, les 453 kilomètres qu’il a parcouru à pied en 12 jours, les deux chemins qu’il a découverts pour atteindre Garanganja, et les quatre « Sobas » dont il a obtenu serment d’allégeance, ainsi que les mines de sel qu’il a attentivement visitées.
Par après, Paiva Couceiro retourne à Belmont, dans la région de Kuito, où il tombe malade. Le 17 février 1891, le Ministère de la Marine et d'Outre-mer met fin à sa mission et ordonne son retour au Portugal.
Couvert de gloire et de reconnaissance nationale, par l'action militaire remarquable réalisée à Humpata et par son extraordinaire voyage d'exploration, Paiva Couceiro, déjà décoré du grade de chevalier de l'ordre de la « Ordem da Torre e Espada » (Ordre de la Tour et de l'Épée), est reçu à Lisbonne avec d’énormes éloges et compliments pour sa performance dans les campagnes d'Angola. Par décret du 29 mai 1891, il est élevé au grade de Grand officier de la « Ordem da Torre e Espada » (Ordre de la Tour et de l'Épée). En hommage à ses services exceptionnels et avant de regagner Lisbonne après avoir passé un mois à l'hôpital, Paiva Couceiro reçoit du peuple de la région de Belmonte-Kuito-Benguela, une réplique du collier de chevalier de la «Ordem da Torre e Espada» (Ordre de la Tour et de l'Épée) en or, sertie de diamants. Cette magnifique décoration, ainsi que toutes les autres, a été volée quand sa maison à Lisbonne a été saccagée pendant la révolte du 14 mai 1915 (Coup d'État du 14 mai 1915 au Portugal)

### Guerre du Rif
Malgré ses attentes, déçu de ne pas avoir été promu au grade de Major après sa courte mission auprès de l'État-Major Général de l'Armée, à Lisbonne, Paiva Couceiro entre au Régiment d'Artillerie no 3, à Santarém, où il reste d’août 1891 à août 1892. En août 1892 il est transféré au Régiment d'Artillerie no 1, à Lisbonne.
Las de la vie de caserne, il demande en 1893 la permission de servir dans la Légion Étrangère de l'Armée Espagnole ; il s’y engage et participe aux combats dans les derniers mois de la campagne de Melilla, de la guerre du Rif (1893-1894), qui avait lieu alors au Protectorat espagnol au Maroc. Il s’y est à tel point distingué qu’il est décoré par le Gouvernement Espagnol avec la médaille du Mérite Militaire Espagnol. Une fois la campagne du Rif terminée, Paiva Couceiro retourne à Lisbonne et reprend sa place au Régiment d'Artillerie no 1.

### Campagne du Mozambique
Lorsqu'en octobre 1894 le peuple Tsonga, du sud du Mozambique, se révolte et attaque Lourenço Marques, le gouvernement dirigé par Ernesto Hintze Ribeiro, du Parti régénérateur, nomme l'ancien ministre António José Enes, du Parti progressiste (Portugal), au poste de Commissaire Royal du Mozambique, il lui est confié, à ce dernier, la mission d'écraser la révolte des peuples autochtones et de réaffirmer la souveraineté portugaise sur la région, alors menacée par les Britanniques, menés par Cecil Rhodes, qui considérait que les Portugais étaient incapables de conserver la possession du Mozambique .
Probablement en raison de sa renommée en tant qu’africaniste, à la suite de ses missions en Angola, Paiva Couceiro est invité en tant qu’Aide-de-Camp du Commissaire Royal du Mozambique, poste qu’il accepte. L'expédition armée part de Lisbonne le 8 décembre de 1894 et arrive à Lourenço Marques le 18 janvier de 1895. Paiva Couceiro constate, dès son arrivée, que la situation est très grave car la grande majorité des chefs autochtones de la région était contre la présence des Portugais; ceux-ci étaient piégés à Lourenço Marques et incapables de contrôler la périphérie de la ville, où même l'île Xefina avait été occupée par les insurgés.
António Enes, fin stratège, déclenche une série de campagnes militaires et choisit comme principal adversaire Gungunhana, le Roi des “Vátuas” et Empereur de Gaza, en fait le Seigneur de la plupart des tribus du sud du Mozambique. Paiva Couceiro eut une action remarquable dans ces campagnes, en particulier dans les combats de Marracuene (Bataille de Marracuene) et Magul (Combat de Magul), qui ont eu lieu respectivement le 2 février et le 8 septembre 1895 contre les forces angunes de Gungunhana; il est blessé dans le combat de Magul.
Dans le combat de Marracuene, qui a eu lieu le 2 février 1895, Paiva Couceiro s’est illustré, notamment en se mettant à la tête des troupes qui ont repoussé les forces ennemies qui avaient pénétré le carré des troupes portugaises, une manœuvre considérée comme extrêmement difficile et nécessitant un grand courage.
En août 1895 Paiva Couceiro devient Chevalier de l'Ordre de Saint Benoît d'Avis, en récompense de 10 ans de service irréprochable (Capitaine de 1re classe).
De retour à Lourenço Marques, en mars de cette année, Paiva Couceiro démontre à  nouveau son courage et son désir de garder intact l'honneur de son pays : habillé en civil, il part à la recherche de 3 correspondants de journaux anglais, deux Britanniques et un Américain, qui harcèlent le Portugal dans la presse londonienne. Il tabasse le premier, un vrai géant, dans son établissement; la lutte se prolonge jusqu'en rue où Paiva Couceiro laisse son ennemi “knock-out”. Le deuxième était à l'hôtel et a pris une raclée sans résister. Le troisième prenait l'apéritif avec des amis; Paiva Couceiro le prie de se lever et lui demande si c’est bien lui qui écrit pour le journal qu'il tenait en main. Le journaliste répond «oui»; Paiva Couceiro ne fait ni une ni deux et le frappe avec son poing et le journal en même temps. La chevalière qu'il porte à sa main gauche se casse dans la bagarre. Elle a plus tard été offerte au Musée de la Fortaleza (Museu da Fortaleza à Lourenço Marques) par son fils D. Miguel António do Carmo de Noronha de Paiva Couceiro. Encore une fois, Henrique Paiva Couceiro s’est servi de ses poings; quant aux armes, il se servait principalement de son épée, comme dans le combat de Marracuene, quand il a aidé à refermer le carré de ses troupes, qui avait été envahi par l'ennemi. Pour cet incident avec les journalistes, Paiva Couceiro a été réprimandé par António Ennes, son Commissaire en Chef, qui a écrit plus tard: “oui, je l’ai grondé, mais avec envie de l’embrasser!"
Au cours d’opérations militaires ultérieures, Paiva Couceiro se distingue dans le combat de Magul, qui a lieu le 8 septembre 1895, où il se comporte avec beaucoup d'audace, dans une victoire dont le Commissaire Royal Antonio Ennes reconnu l’énorme importance en affirmant "il est certain que la victoire de Magul a anéanti le Gungunhana; notre défaite nous aurait probablement fait perdre le district de Lourenço Marques. Si Paiva Couceiro n’avait pas été là, on regretterait probablement encore aujourd'hui un tel malheur" - In "Portugal em África" , mars 1944, p. 76.
En faisant preuve d’un courage physique extraordinaire, Paiva Couceiro devint célèbre, notamment dans la lutte contre les forces armées de Gungunhana. Pour ses exploits militaires, Paiva Couceiro a reçu plusieurs prix et distinctions, en particulier après l'emprisonnement de Gungunhana et de son extradition vers le Portugal.
Une fois les opérations de pacification terminées, avec l’arrestation et l’expulsion de l'empereur Gungunhana, Paiva Couceiro quitte Lourenço Marques le 18 décembre 1895, vers Lisbonne.
Dès son arrivée à Lisbonne le 19 janvier de 1896, Paiva Couceiro est déclaré Bienfaiteur de la Patrie (avec une pension annuelle de 500$000 réis, qu’il n’a d'ailleurs jamais reçue après l’implantation de la république), par décision unanime de la Cour Royale, en reconnaissance de l’arrestation de Gungunhana; il est également nommé Commandant de l’Ordre Militaire de la Tour et de l’Epée. Paiva Couceiro fut le premier et est probablement encore aujourd’hui le seul officier portugais à avoir été décoré de trois degrés de l’Ordre de la Tour et de l'Épée, la plus haute décoration portugaise. Mais les honneurs ne s’arrêtent pas là; il est aussi nommé Aide-de-Camp Honoraire du roi D. Carlos Ier du Portugal, “Officier aux Ordres du Roi” et intègre la Maison Militaire du Roi. Au mois de mars il est décoré de la Médaille d'Or de Valeur Militaire (D. Luíz I) - 1896, et de la Médaille d'Argent Reine Amélie, octroyée à ceux qui ont combattu dans la Campagne du Mozambique. Il est donc officiellement un héros et un bienfaiteur du pays.

### Mariage et entrée en politique

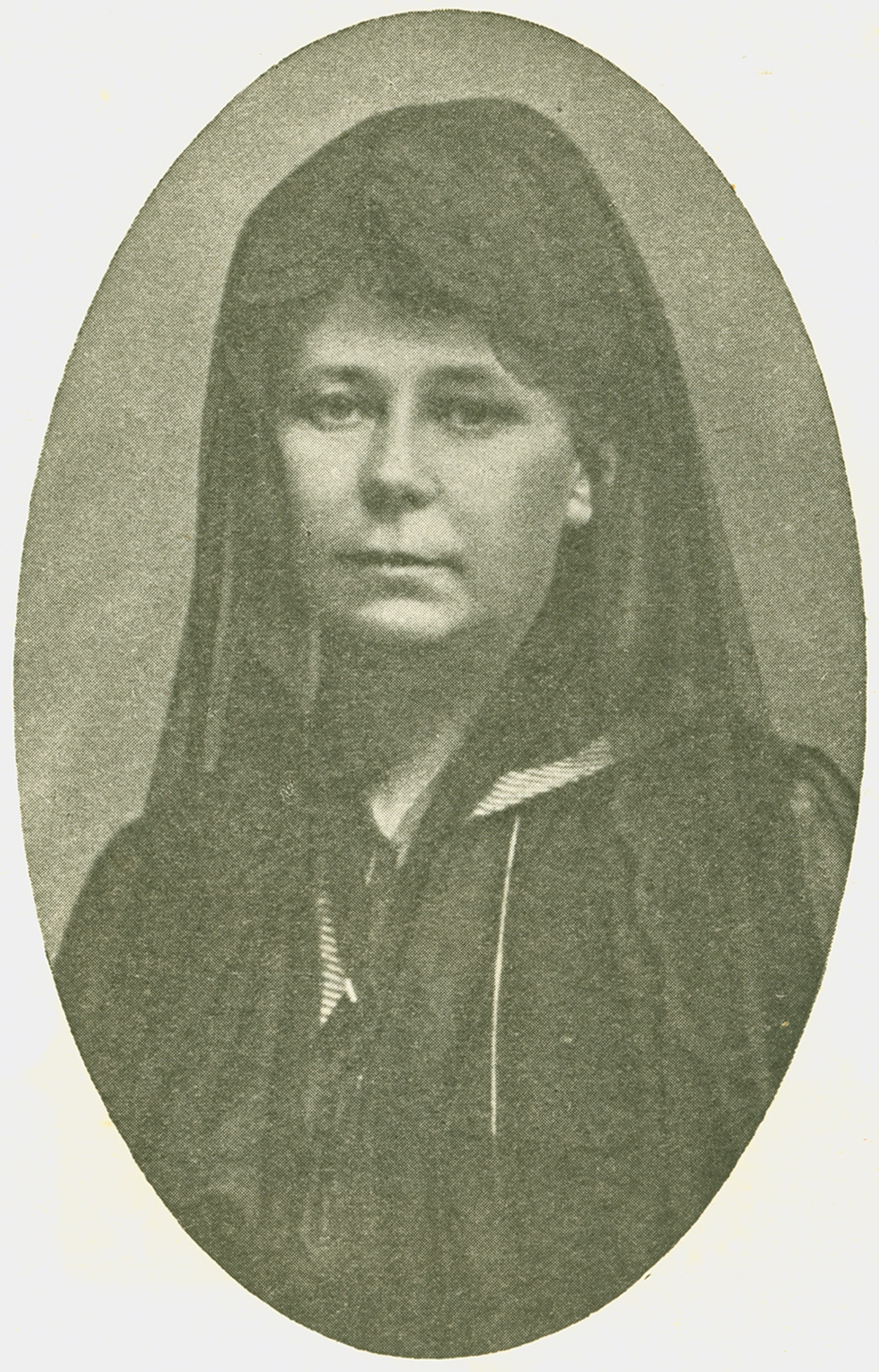
Júlia Maria do Carmo de Noronha.

En cette même année de 1896, il épouse D. Maria Júlia de Noronha, fille et unique héritière du 3e Comte de Paraty; le Roi D. Carlos I est son témoin de mariage.
Son parcours dans l’ascension sociale était donc achevé : il devient un des plus prestigieux militaires de son temps, et, de plus, il est maintenant, de par son mariage, lié à la principale noblesse et à la Maison Royale dont le Comte et la Comtesse de Paraty, en particulier D. Isabel Botelho de Sousa, la Comtesse sa belle-mère, étaient très proches. Le couple allait vivre toute la vie dans un catholicisme strict : D. Júlia était Présidente de l'Association Réparatrice des Marias des Tabernacles Abandonnés, et des trois filles du couple, l’une d’entre elles, Mère Paiva Couceiro, de son nom complet Helena Maria Francisca do Carmo Paiva Couceiro Noronha, était religieuse de la congrégation de Sainte-Dorothée et Mère-supérieure du Collège de Sainte-Dorothée à Benguela; une autre, Maria do Carmo de Noronha de Paiva Couceiro, fondatrice des Filles de Marie en Inde, n'a jamais fait vœux de religieuse, mais a consacré toute sa vie aux œuvres religieuses et sociales. Sa mémoire a été récemment honorée par Roshni Nilaya Alumni Association. L’ainée, Isabel Maria do Carmo de Noronha Paiva Couceiro, a épousé António Carlos Sarmento Calainho de Azevedo, qui, alors qu’il était sous-lieutenant, a été le premier porte-étendard à arborer le drapeau de la monarchie lors de l’implantation de la ((Monarchie du Nord)) en 1919.
Avec le grade de capitaine, mais avec un statut social et politique beaucoup plus élevé, Paiva Couceiro est engagé à l'État-Major Général de l'Armée, où il exerce des fonctions plutôt honorifiques et bureaucratiques qui n’ont rien d’un réel service militaire. En 1898, il est transféré au Cadre de l'État-Major Général, où il est définitivement chargé de fonctions administratives uniquement. En sa qualité de Député auprès de la Cour Royale, il fait notamment partie du "Comité de Guerre " chargé de discuter le projet de loi no 14, un projet de création provisoire du poste de 2e capitaine de l’arme d’Artillerie. Très interventionniste, en particulier dans la défense de sa corporation, Paiva Couceiro réclame avec conviction des promotions plus rapides et de meilleurs salaires pour les officiers de l'armée - Procès-verbal de la 42e session.
En 1901 il est pourtant envoyé en Angola, ayant comme mission de conduire une expérience de traction mécanique entre la rivière Lucala et Malanje. Il mène à bien sa mission et présente un rapport où il révèle déjà ses préoccupations à l’égard de la politique coloniale portugaise.
À partir de ce moment, et bien qu’il exprime à plusieurs reprises son mépris pour la vie politique, qu’il considère comme un marécage indigne de l'honneur des vrais Portugais, Paiva Couceiro publie de nombreux articles dans les journaux sur la politique coloniale et la politique en général, révélant un nationalisme croissant et un profond désenchantement avec le système parlementaire du ((rotativisme)), qu’il rend responsable du déclin du pays. Dans des interviews et des interventions publiques, il s’assume comme un nouveau Nuno Álvares Pereira, pur et sans tache, prêt à sauver le Portugal. Cette prise de position devient encore plus aigüe après le suicide de Mouzinho de Albuquerque, un autre sauveur putatif de la nation, qui a lieu le 8 janvier 1902. Sa pensée politique, imprégnée de nationalisme et de catholicisme, précède à bien des égards l’Intégralisme Lusitanien auquel, d’ailleurs, il adhérera plus tard; toutefois, on sent clairement l’influence d’intellectuels tels qu'Oliveira Martins et Guerra Junqueiro, et en particulier l’œuvre Finis Patriae (1890) de ce dernier.
Le 1er avril 1902, s’assumant comme réserve morale de la Nation outragée, Paiva Couceiro envoie une pétition respectueuse à la Cour Royale, dans laquelle il s’insurge contre l'hypothèque des recettes douanières auprès des créanciers étrangers de l'État, recommande un budget équilibré et la réforme de la vie politique, soit ce que la noblesse et les traditions du peuple portugais exigent. Cette pétition a été largement diffusée dans la presse et a suscité un vaste mouvement de soutien au sein de la droite monarchique. Grâce à cette pétition, et étant donné la disparition de Joaquim Augusto de Albuquerque Mouzinho, Paiva Couceiro est consacré leader incontesté des africanistes et réserve morale de la monarchie menacée par l’activité croissante des républicains. Le Magazine “A Paródia”, de Rafael Bordallo Pinheiro l’a salué avec les versets suivants:
Grand héroïsme et grande intégrité,
Moustache blonde et affirmations solennelles,
Levant au Soleil l'Épée et la Vérité
C’est lui, selon les paroles de Antonio Enes,
Le Nun'Álvares de la nouvelle ère !
L’écho de sa pétition ne s’était pas encore éteint que déjà un nouveau scandale venait remettre Paiva Couceiro sur la scène de la vie politique : en décembre 1902 l'opinion publique apprenait qu'António Teixeira de Sousa, Ministre de la Marine et d’Outremer du gouvernement présidé par Hintze Ribeiro, avait négocié un contrat qui octroyait à Robert Williams, un Britannique que la presse accusait d’être un disciple de Cecil Rhodes, le droit de construire une ligne de chemin de fer reliant Benguela à Lobito et puis, de cette dernière à la frontière congolaise, le futur Chemin de Fer de Benguela, garantissant ainsi au concessionnaire, pendant 99 ans, le monopole du transport ferroviaire, ainsi que d’éventuelles exploitations minières dans une bande de terrain le long de la ligne, avec 240 kilomètres de large et, en principe, 1 347 km de long. Cette concession, appelée Contrat Williams, a scandalisé l’aile nationaliste qui préconisait l’exclusivité portugaise en Angola, obligeant Paiva Couceiro à proclamer que les ministres qui la sanctionneraient commettraient un crime de trahison. Après sa lettre du 1er avril 1902, Paiva Couceiro, dans une nouvelle lettre publiée cette fois-ci par le Journal des Colonies, proteste à nouveau contre la politique du gouvernement. Cette lettre marque la rupture totale avec le régime et, pour les politiciens du rotativisme, Paiva Couceiro devient maintenant l'homme à abattre.
Malgré ses liens avec la Maison Royale, le 6 décembre, 1902 Paiva Couceiro, en guise de réprimande, est transféré à Évora, en tant qu’Adjoint du Service d’Inspection d'Artillerie. Il est alors virtuellement en exil dans cette ville jusqu'en novembre 1903, lorsque, vu la progressive montée en puissance du ministère dirigé par José Luciano de Castro, Paiva Couceiro est transféré au “Groupe de Batteries à Cheval de Queluz", où il reste jusqu'en 1906.
Au cours de son séjour à Evora et dans les mois suivants, Paiva Couceiro s’approche progressivement de João Franco ainsi que des idées conservatrices du Parti Régénérateur-Libéral.  Le discours d'ouverture de João Franco, en mai 1903, marque cette approche réciproque; dans son discours les grands principes de la politique coloniale correspondent pleinement aux idées de Paiva Couceiro. Ainsi fut créé le lien qui mènerait Paiva Couceiro à la vie politique active et le ferait entrer, en fin de compte, dans le redoutable marais de la politique partisane qu’il vilipendait tant.

### Député à la Cour (1906-1907)
En 1905, après les élections générales du 12 février (37e législature) et lorsqu’il devient évident que le roi Charles Ier veut enfin soutenir la réforme du régime, qui se termine d’ailleurs par la remise du pouvoir à João Franco, Paiva Couceiro et d’autres célèbres africanistes, dont Freire de Andrade, Aires de Ornelas, Ivens Ferraz et João Baptista Ferreira, décide finalement de quitter la position prétendument non partisane dans laquelle il s’était cantonné, et s’inscrit dans le Parti Régénérateur-Libéral; il explique qu'il le fait pour que les Portugais ne perdent pas confiance dans l’avenir de la race Portugaise.
Inscrit dans les listes du Parti Régénérateur-Libéral, Paiva Couceiro se présente aux élections générales du 19 août 1906 (39e législature), dans le cercle no 15 de Lisbonne Orientale; il est élu aux Cortes pour la législature de 1906-1907. Au Parlement, Paiva Couceiro est membre de la Commission Parlementaire d'Outre-mer (1906); membre de la Commission Parlementaire de l'Administration Publique (1906-1907) et membre de la Commission Parlementaire de la Guerre (1906-1907).
Sa présence au parlement, d'abord discrète et concentrée sur le travail des comités auxquels il appartient, s’étend et s’affirme progressivement, essentiellement en ce qui concerne les questions coloniales et militaires. Dans son premier discours, étant présent António Carlos Coelho de Vasconcelos Porto, officier du génie, Ministre de la Guerre, il commence ainsi son discours:
« J’ai aujourd’hui l’honneur de prendre la parole pour la première fois devant cette Assemblée. Étant donné que je dois faire référence à certains anciens ministres, je déclare que dans la discussion des affaires publiques je ne connais personne, ce qui veut dire que mon esprit n’exprimera jamais le moindre propos, encore moins une offense, et qu’il ne permettra même pas le moindre manque d’attention envers quiconque. Ce n’est pas dans ma façon de procéder, et je m’oppose donc aussi à ce que des plaisanteries, dont je ne discute pas le goût mais que je considère profondément inopportunes, soient prononcées devant cette Assemblée.
À mon avis, il incombe à cette Assemblée de donner l'exemple d'un débat sérieux; autrement il ne sera pas possible de maintenir le prestige que doit plus que logiquement revêtir l'assemblée à laquelle le peuple confie ses intérêts. »... - Extrait du Journal de la Chambre des Députés, séance no 25 du 7 novembre 1906, étant à l'ordre du jour:  «discussion du projet de loi no 12 autorisant le Gouvernement à organiser le Conseil Suprême de la Défense Nationale."
Paiva Couceiro s’avère un adversaire affirmé des politiques progressistes et un partisan de mesures de bon ordre, même quand elles sont anti-démocratiques. À chaque fois que l’on parle des colonies, en particulier de l'Angola, il réagit avec passion, faisant valoir que cette colonie était la seule option pour que devienne plus grand ce si petit Portugal.
Sa carrière parlementaire prend fin lorsque le 2 mai 1907 le président du gouvernement, João Franco, décide de se séparer des progressistes; avec le soutien du Roi, il suspend le parlement et entre en dictature. Avec la suspension de la Chambre des Représentants et face à une opposition républicaine et anarchiste qui grandit rapidement, la position de Paiva Couceiro se radicalise. On voit alors apparaître clairement dans son discours le désir d'une monarchie plébiscitaire, sans compromis partisans, antiparlementaire et traditionaliste.

### Gouverneur général de l'Angola (1907-1909)

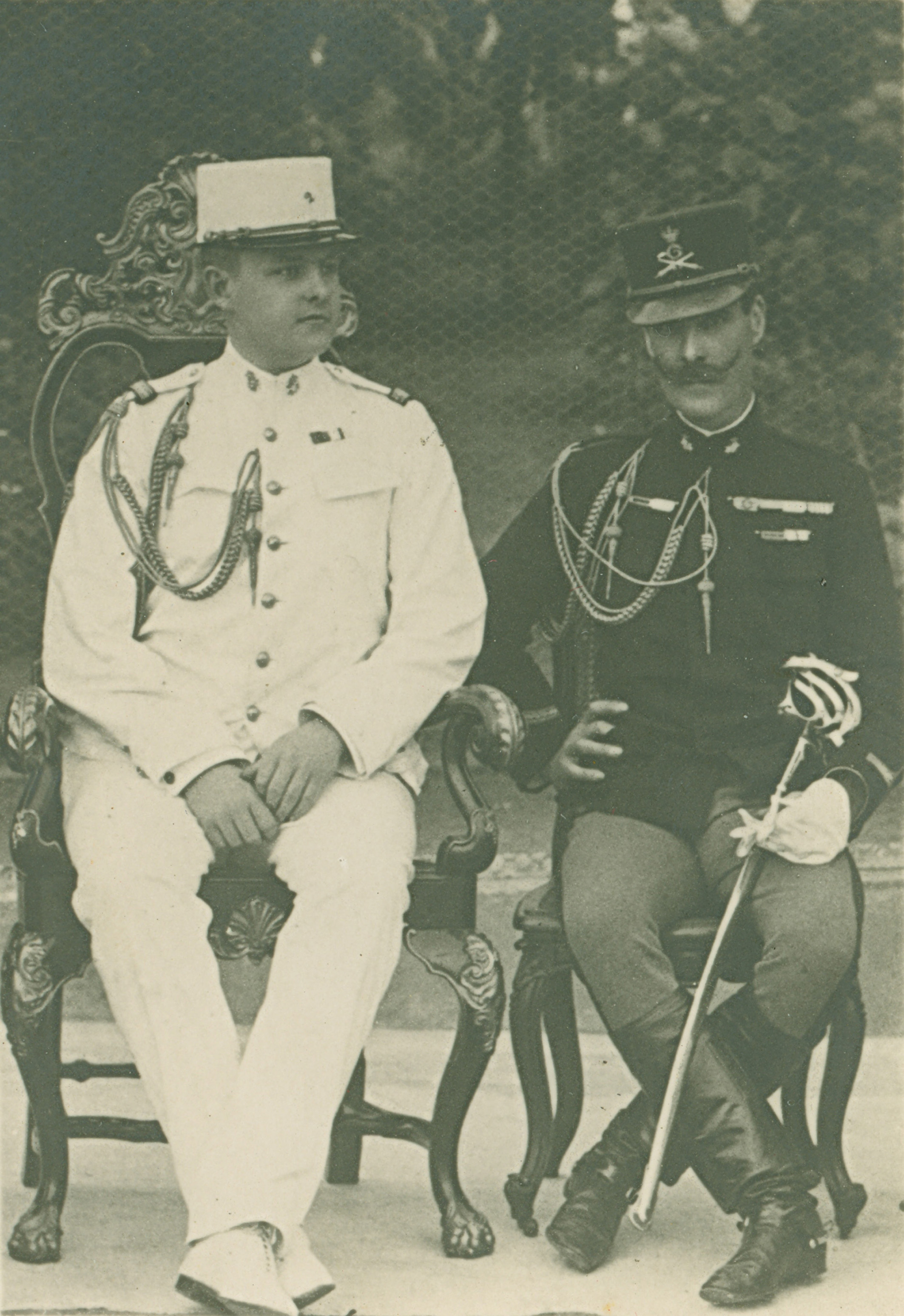
Le Prince Royal D. Luís Filipe en visite en Angola, avec le Gouverneur Général Henrique Paiva Couceiro (Luanda, 1907).

À la suite du décès le 1er mai 1907 du gouverneur général de l'Angola, Eduardo Augusto Ferreira da Costa, et apparemment par suggestion du roi Charles Ier, le nouveau ministre de la Marine et d’Outremer, son camarade africaniste Aires de Ornelas invite Paiva Couceiro à devenir le nouveau gouverneur général de l'Angola. Paiva Couceiro accepte et est nommé à ce poste par intérim (étant donné que son grade de capitaine ne permet pas la nomination définitive) le 24 mai 1907. Paiva Couceiro arrive à Luanda le 17 juin et entre en fonction immédiatement.
Le fait d’être partisan de João Franco explique en grande partie sa nomination à ce poste, qui impliquait évidemment la confiance politique du chef du gouvernement. Malgré cela, et en dépit de la chute du gouvernement de João Franco en Février 1908, provoquée par le régicide dont a été victime le Roi D. Carlos, Paiva Couceiro reste en fonction jusqu'au 22 juillet 1909 et entreprend un vaste plan de travaux de développement. Il dirige en personne les campagnes militaires de pacification des régions de Cuamato et Dembos, s’exposant, comme c’est son timbre, aux risques inhérents. Sa demande de démission est la conséquence d’innombrables désaccords avec le gouvernement de Lisbonne, en particulier avec le nouveau président du ministère, le régénérateur Venceslau de Lima. Ce fut une démission par motu proprio, mais clairement motivée par la frustration causée par le manque d’autonomie gouvernementale et par le manque de ressources.
Ses objectifs politiques sont clairs:
(1) occuper, explorer et garder militairement l'ensemble du territoire jusqu’aux frontières les plus éloignées pour assurer la sécurité des personnes et des biens et pour prévenir toute tentative d'ingérence extérieure;
(2) promouvoir le développement économique de la colonie, en créant des communications plus rapides et moins chères, en occupant le terrain avec des colons portugais, forçant ainsi les indigènes à travailler et réduisant par ces mesures le poids du protectionnisme et les monopoles métropolitains;
(3) obtenir pour le gouvernement provincial un minimum d'autonomie qui lui permettrait d'agir rapidement sans être dépendant de la lenteur des prises de décisions par le gouvernement central.
Bien que la mise en œuvre de son programme ait été difficile, un progrès substantiel a été accompli pendant les deux ans que Paiva Couceiro a été gouverneur de l'Angola, ce qui a été reconnu par Norton de Matos quelques années plus tard, et confirmé par les études d’historiens contemporains, dont René Pélissier.

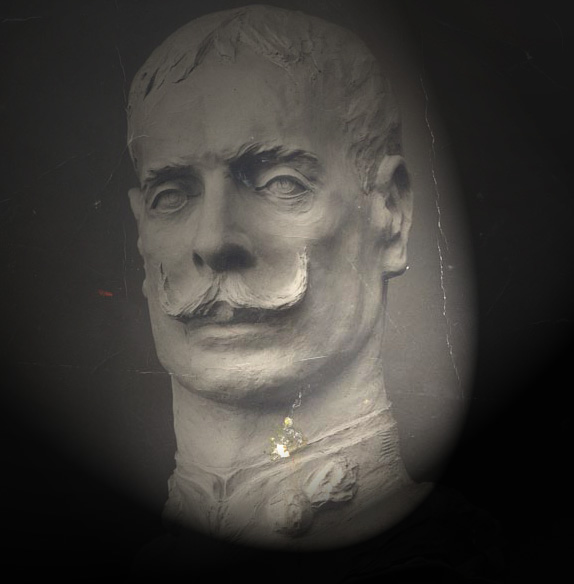
Henrique Paiva Couceiro, buste par Delfim Maia, appartenant au musée d'Angola.

Il quitte Luanda en juin 1909, malgré les protestations de la population européenne qui voulait son maintien en tant que gouverneur de la colonie. À Lisbonne, où l'indécision du roi Manuel II était évidente, et alors qu’on y ressentait déjà une atmosphère de fin de règne, Paiva Couceiro est nommé commandant du groupe d’artillerie à cheval de Queluz le 28 juillet. Malgré les fréquents scandales vécus par la politique portugaise, en particulier la révélation de détournements massifs au sein de la banque du Crédito Perdial Português, Paiva Couceiro reste relativement éloigné de la vie publique et se présente aux épreuves de promotion au grade de major en septembre.
Ce silence est rompu en juillet 1910, quand Paiva Couceiro publie dans le journal « franquiste » (parti de João Franco), le Correio da Manhã, une lettre, signée Aga Pê Cê (HPC), qui appelle à une contre-révolution pour sauver la monarchie. Ensuite, il s’implique dans une série de complots peu concluants, apparemment visant à la mise en place d’un régime monarchiste sans parlement et il défend, paradoxalement, beaucoup d’idées qui allaient être adoptées plus tard par les républicains antidémocratiques. Ses appels sont ignorés, le système se dégrade rapidement et le 5 octobre éclate sans surprise la révolution qui permet l’implantation de la République portugaise. Ce jour-là, Paiva Couceiro est un des rares commandants militaires à combattre sérieusement les rebelles, sans succès.

### La résistance à la Première République
Proclamation de la République portugaise

### La Famille
Le 21 novembre 1896, Paiva Couceiro épouse Júlia Maria do Carmo de Noronha (1873 — 1941), première-née et héritière de D. Miguel Aleixo António do Carmo de Noronha, 3e comte de Paraty, et de sa femme D. Isabel de Sousa Botelho, fille de D. Fernando de Sousa Botelho Mourão e Vasconcelos (1849 — 1936), 2e comte de Vila Real. Le roi Charles Ier fut le témoin de mariage de Paiva Couceiro. Cinq enfants naquirent de ce mariage :
- D. Isabel Maria do Carmo de Noronha de Paiva Couceiro (1900-1976);
- D. José António do Carmo de Noronha de Paiva Couceiro (1903-1921);
- D. Helena Francisca Maria do Carmo de Noronha de Paiva Couceiro, religieuse de la Congrégation de Sainte-Dorothée (1905- ).
- D. Maria do Carmo de Noronha de Paiva Couceiro (1907- );
- D. Miguel António do Carmo de Noronha de Paiva Couceiro, 4e comte de Paraty (1910-1979); le titre a été octroyé à sa mère par grâce royale.

## Décorations
Au long de sa carrière, Paiva Couceiro reçut de nombreuses louanges et décorations.
- Chevalier de l'ordre de la Tour et de l'Épée (18 décembre 1890)
- Officier de l'ordre de la Tour et de l'Épée (29 mai 1891)
- Médaille d'argent du Mérite, de la Philanthropie et de la Générosité (1892)
- Médaille du Mérite militaire espagnol (1893)
- Chevalier de l'ordre d'Aviz (3 août 1895)
- Commandeur de l'ordre de la Tour et de l'Épée (1896)
- Médaille d'or de Valeur militaire - D. Luíz - (1896)
- Médaille d'argent Reine D. Amélia - Expédition au Mozambique (1896)
- Grand-croix de l'ordre de l'Empire colonial (3 août 1932)

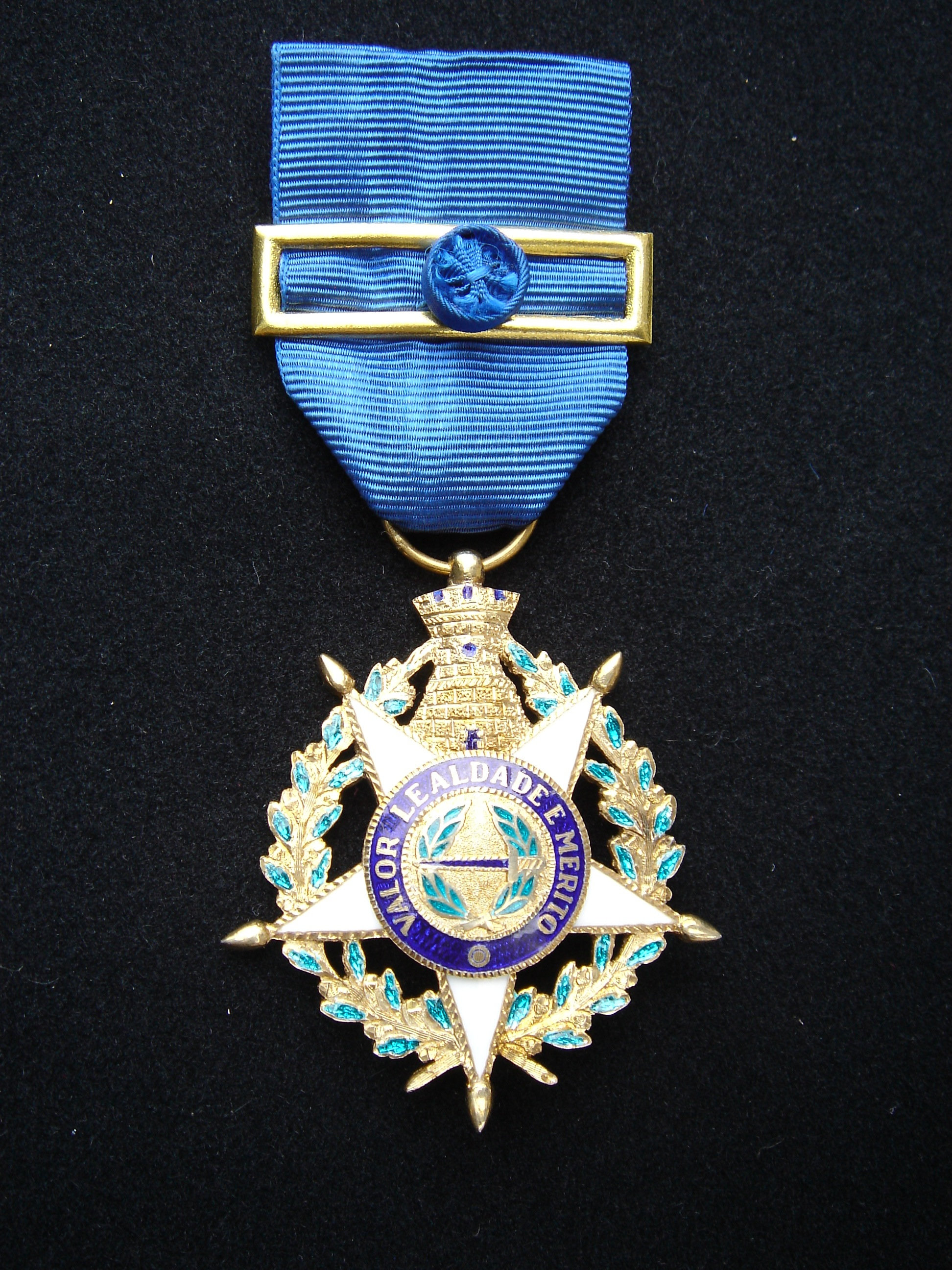
Chevalier de l'ordre de la Tour et de l'Épée.
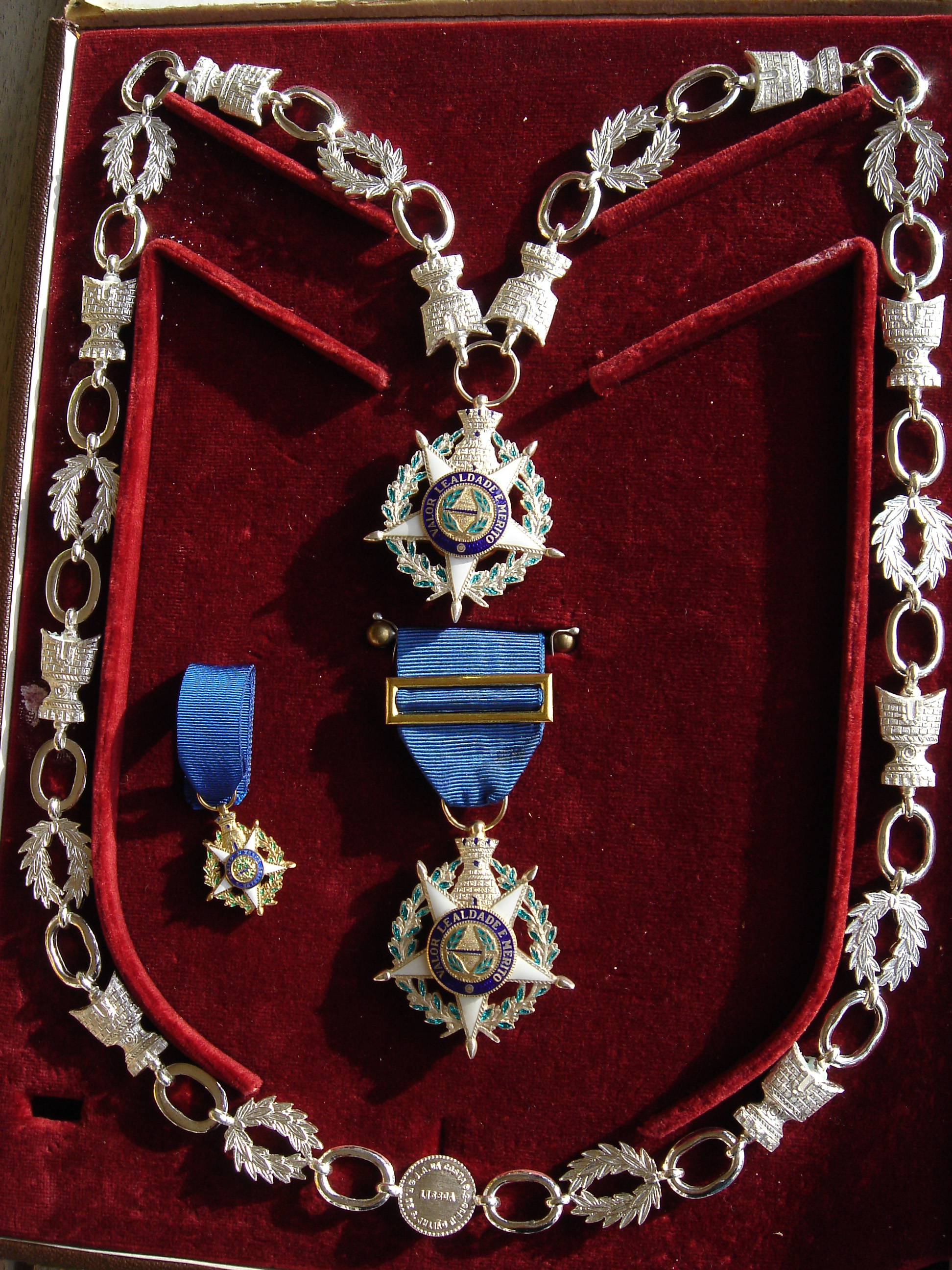
Officier de l'ordre de la Tour et de l'Épée.
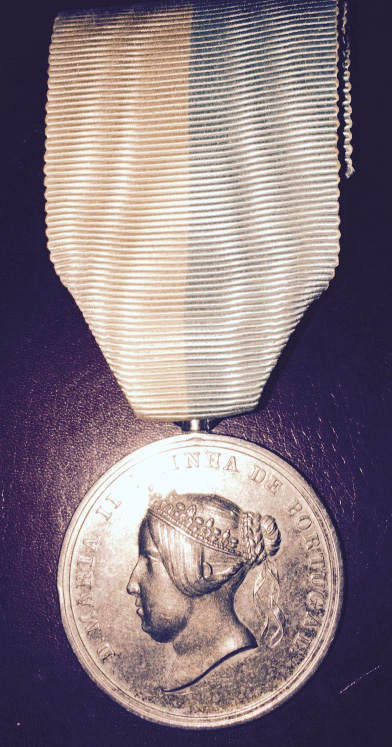
Médaille d'argent du Mérite, de la Philanthropie et de la Générosité.
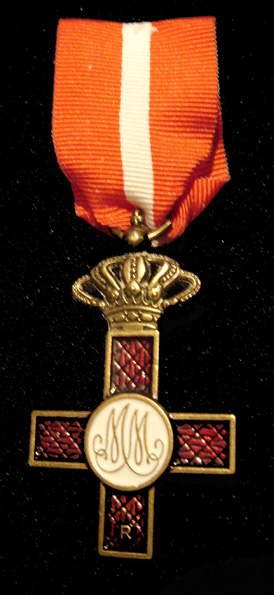
Mérite militaire espagnol - Campagne de Melilla - 1893.
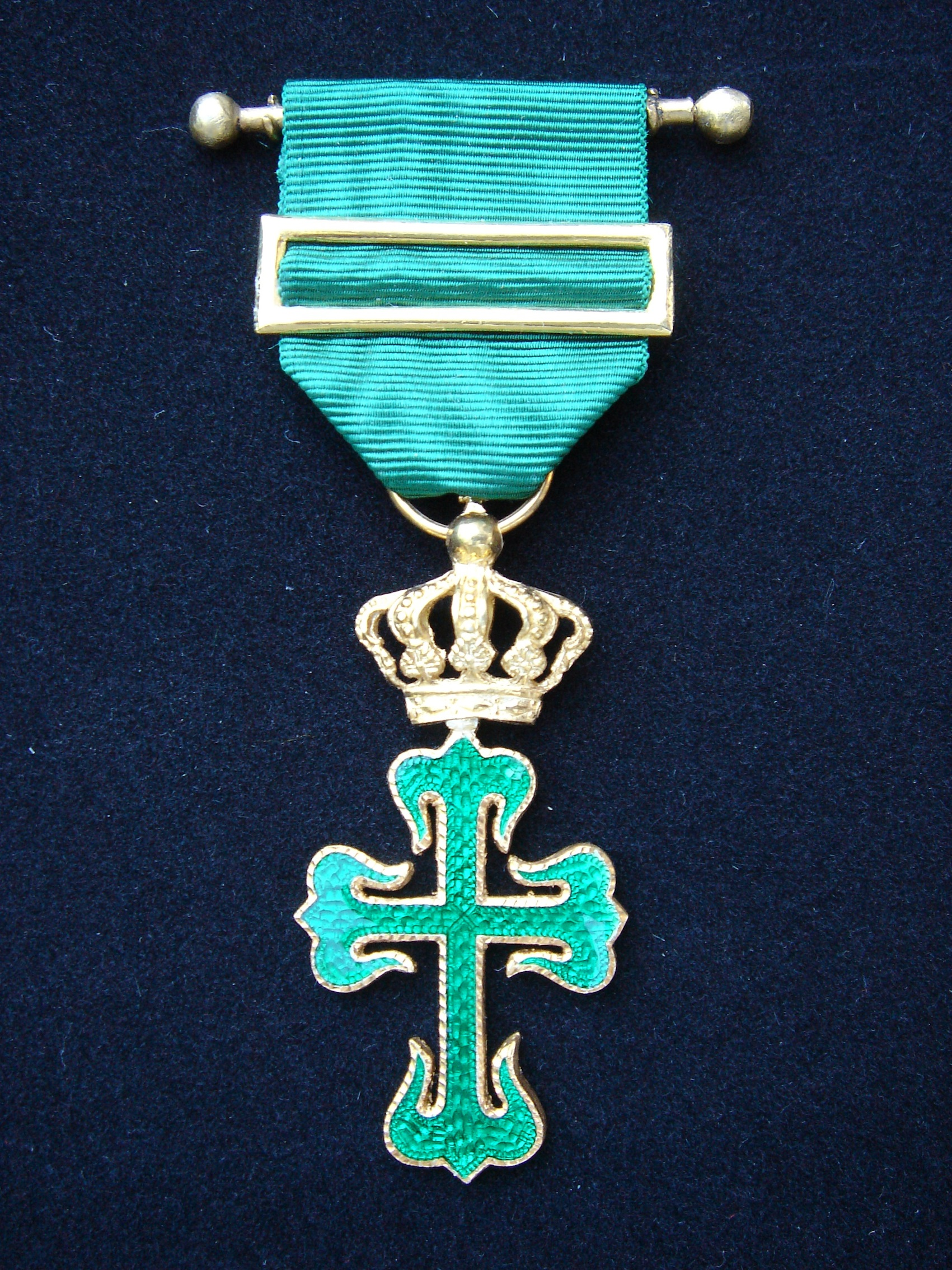
Chevalier de l'ordre d'Aviz.
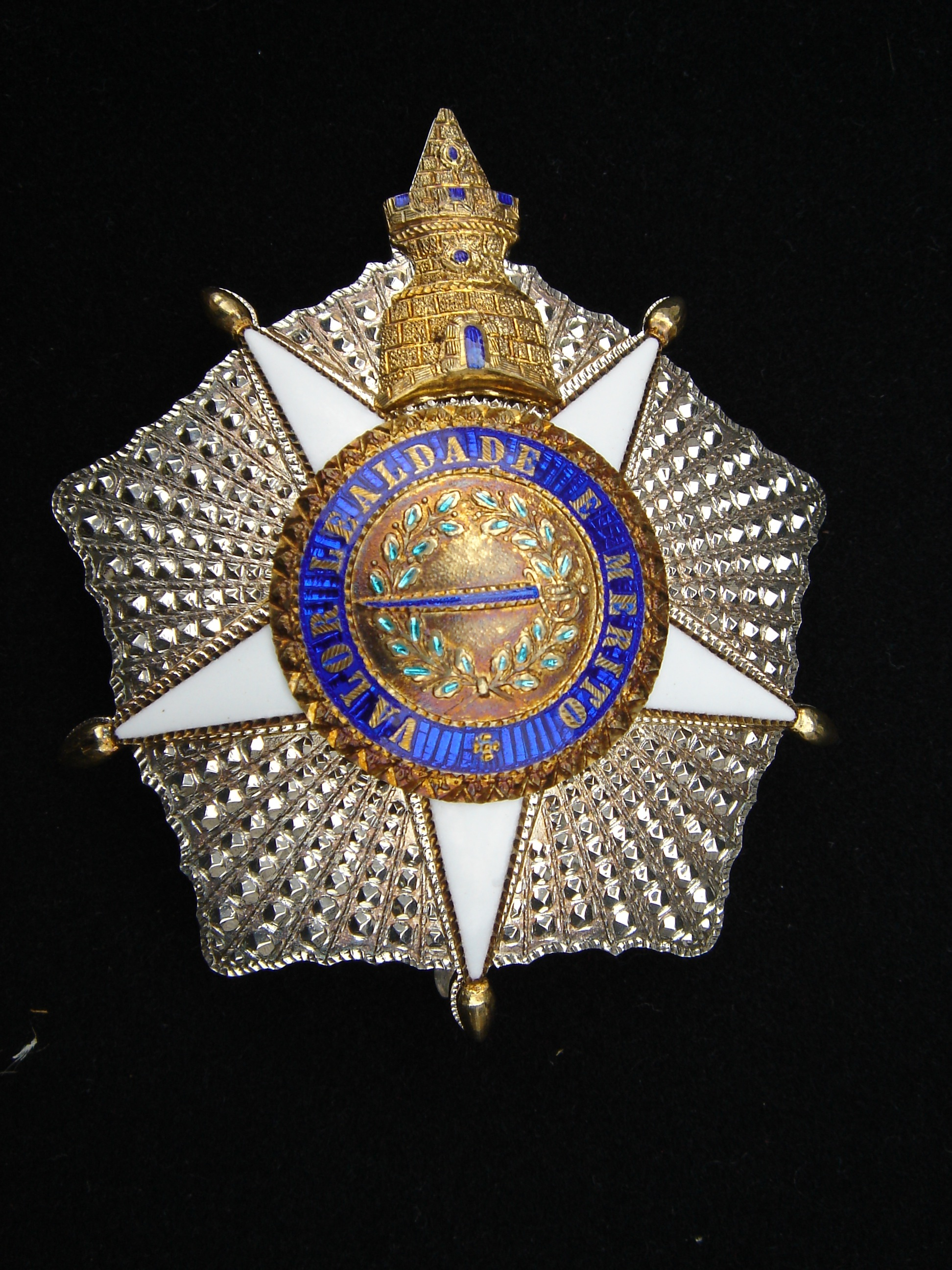
Commandeur de l'ordre de la Tour et de l'Épée.
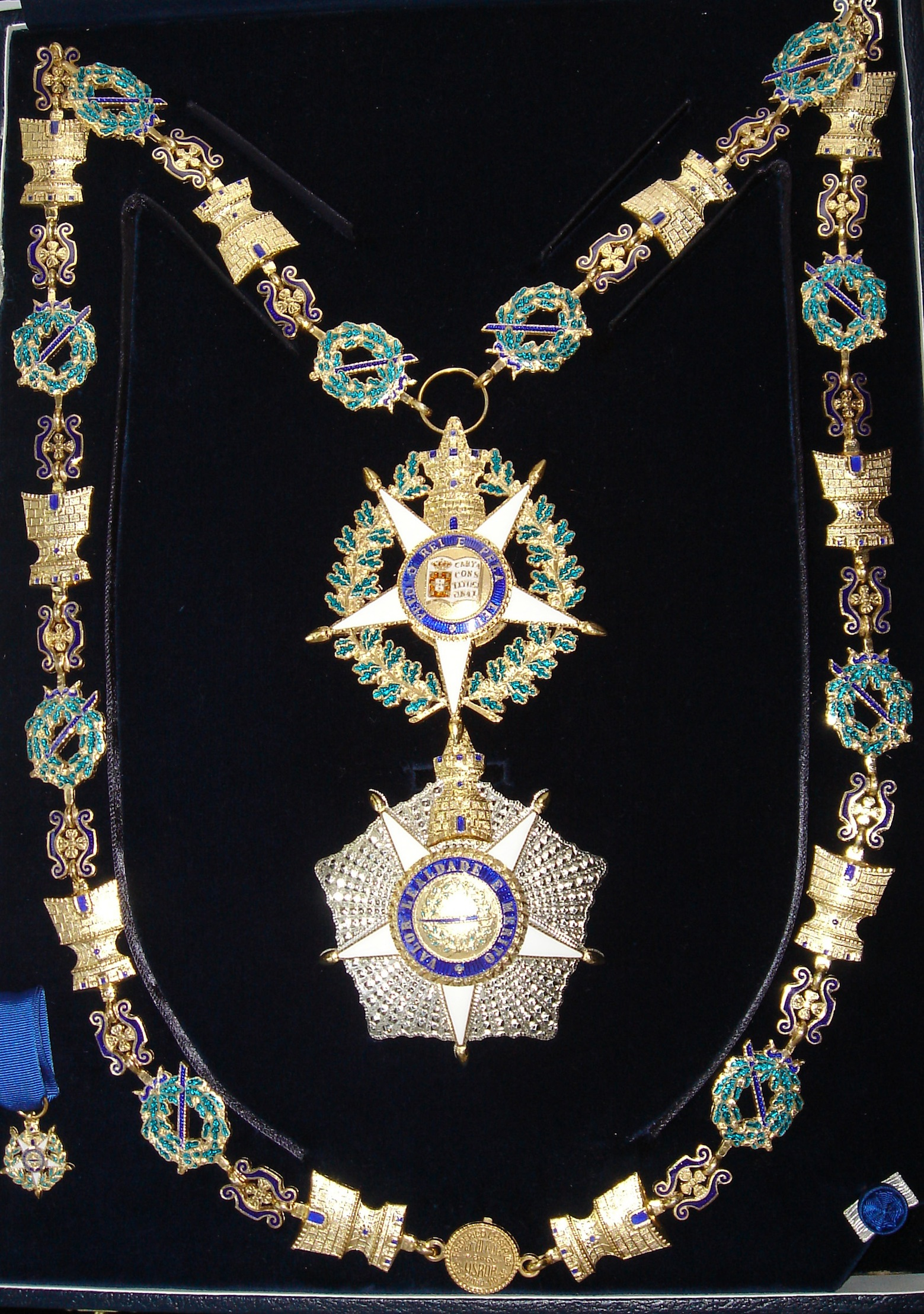
Ordre de la Tour et de l'Épée - Collier de Commandeur.
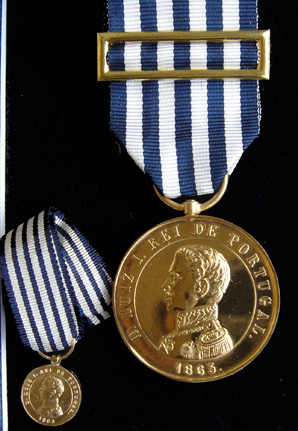
Médaille d'or de Valeur militaire (D. Luíz I) - 1896.
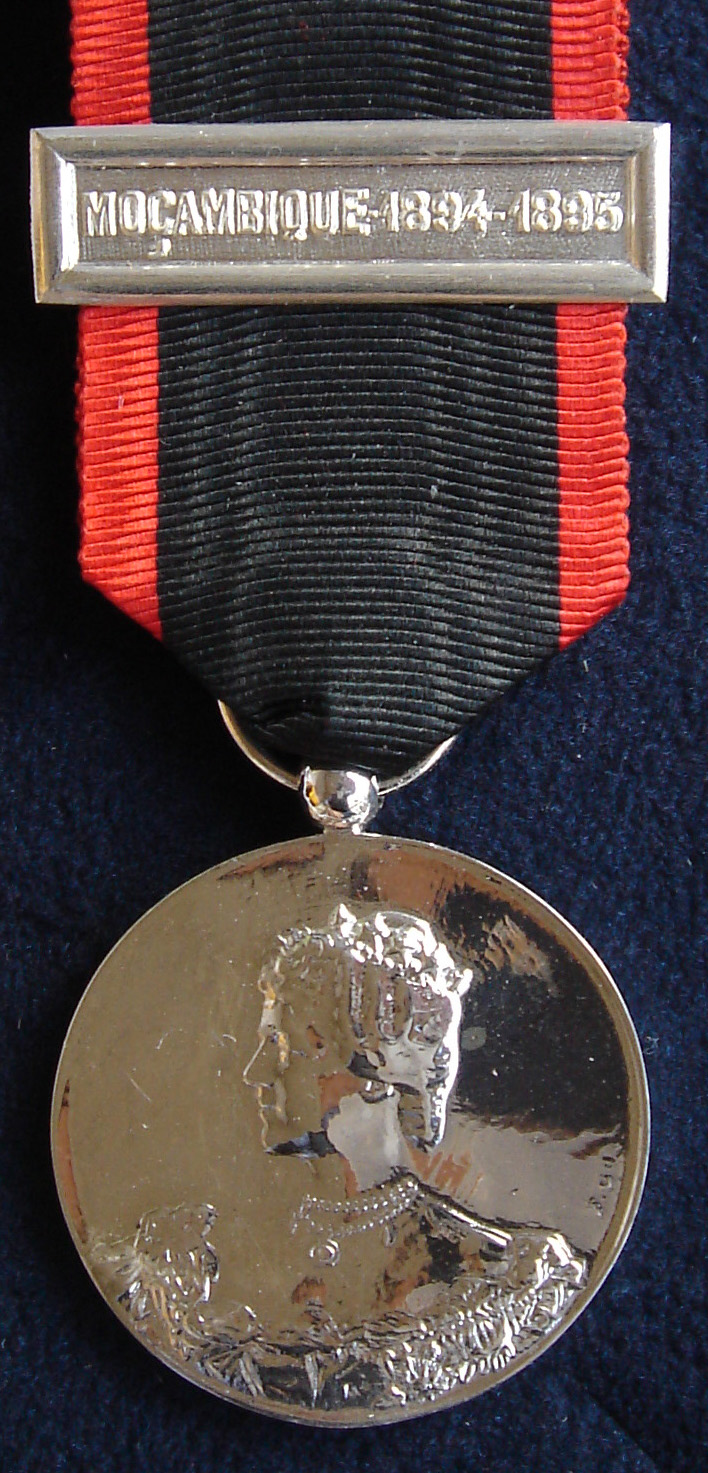
Médaille d'argent D. Amélia - Campagnes du Mozambique.
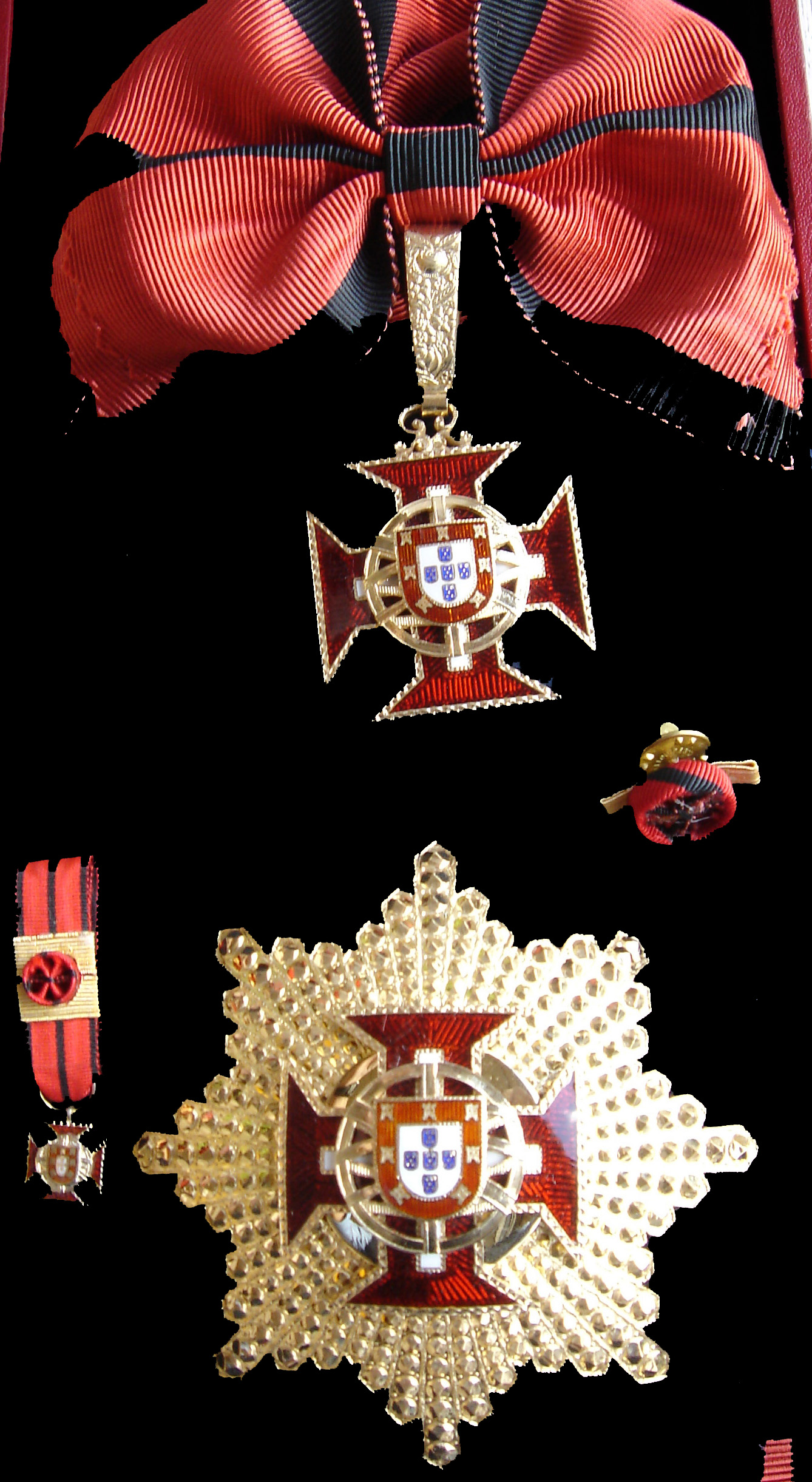
Grand-croix de l'ordre de l'Empire colonial.

### Les œuvres publiées par Henrique de Paiva Couceiro
- Relatório de viagem entre Bailundo e as terras do Mucusso, Imprensa Nacional, 1892
- Angola: Estudo administrativo, Tipografia da Cooperativa Militar, 1898
- Artur de Paiva, A. Liberal, 1900
- A Democracia Nacional, Imprensa Portuguesa, Lisbonne, dépositaires França & Arménio, Coimbra, 1917
- O Soldado Prático, Tipografia Silvas, Ltd, Lisbonne, pour les Edições Gama, Lisbonne, 1936
- Angola: dois anos de governo, Junho 1907 — Junho 1909, Edições Gama, Lisbonne, 1948 [accompagné de l’œuvre de Norton de Matos, Angola: ensaio sobre a vida e acção de Paiva Couceiro em Angola que se publica ao reeditar-se o seu relatório de Governo Edições Gama, Lisbonne, 1948].
- Angola, história e comentários, Tipografia Portuguesa, 1948
- Angola: Projecto de Fomento, Édition de la Revue "Portugal Colonial", Lisbonne, 1931
- Subsídios para a Obra do Ressurgimento Nacional, Fascículo I - O Estado Nacional, Tipografia "Hesperia", Madrid, 1929
- Subsídios para a Obra do Ressurgimento Nacional, Fascículo II - A Nação Organizada, Tipografia da Gazeta dos Caminhos de Ferro, Lisbonne, 1929
- Profissão de Fé (Lusitânia Transformada), son dernier livre, véritable testament politique, avec préface de Luís de Almeida Braga, Tipografia Leitão, Porto, pour les Edições Gama, Lisbonne, 1944
- Experiência de Tracção Mecânica na Província de Angola, Imprensa de la Livraria Ferin, Lisbonne, 1902
- Carta Aberta aos Meus Amigos e Companheiros, édition de l’Acção Realista Portuguesa, Biblioteca de Estudos Nacionalistas, 1924
- Projecto de Orçamento do ano Económico de 1917/18 do District d’Angola, Luanda, 1900.

### Les œuvres publiées sur Henrique de Paiva Couceiro
Entre autres:
- "Paiva Couceiro - Biografia política e in-memoriam" / Francisco Manso Preto Cruz, Oficinas Gráficas, Lisboa 1947
- "Paiva Couceiro, Político, Militar e Colonial" / Francisco Manso Preto Cruz, Edição do Autor, Lisboa 1944.
- "Paiva Couceiro e a contra-revolução monárquica (1910-1919)" / Artur Ferreira, Biblioteca da Universidade do Minho, Coimbra 2000.
- "Paiva Couceiro: uma grande figura de Angola" / Júlio de Castro Lopo, Agência Geral do Ultramar, Lisboa 1948.
- "Paiva Couceiro: aspectos africanos da sua vida" / Alberto de Almeida Teixeira, Pro Domo, Lisboa 1948.
- "Paiva Couceiro" / José Brandão Pereira de Mello, Agência Geral das Colónias, Lisboa 1946.
- "Couceiro, o Capitão Phantasma" / Joaquim Leitão, Edição do Autor, Porto 1914.
- "Em Marcha para a 2a Incursão" / Joaquim Leitão, Edição do Autor, Porto 1915.
- "O Ataque a Chaves" / Joaquim Leitão, Edição do Autor, Porto 1916.
- "Angola - Ensaio sobre a vida e Acção de Paiva Couceiro em Angola" / General Norton de Mattos, Edições Gama, Lisboa 1948.
- "Paiva Couceiro em Angola" / Jorge Viana, Câmara Municipal de Sá da Bandeira, Tipografia V. G. S., Sá da Bandeira 1961
- "O Exemplo Político de Paiva Couceiro" / Francisco Manso Preto Cruz, Edição do Autor, Lisboa 1945.
- "A Monarquia do Norte" / Rocha Martins, Oficinas Gráficas do A B C, Lisboa 1922.
- "Glória e Desengano do Herói - Paiva Couceiro à Hora de Morrer" / Nuno de Montemor, Edição da União Gráfica, Lisboa 1949.
- "A Revolução de Couceiro. Revelações escandalosas, confidências, crimes." / Abílio Magro. Edição do Autor. Porto, 1912.
- "No Julgamento de Couceiro." / Pereira de Souza. Edição do Autor. Porto, 1912.

## Toponymes
Portugal

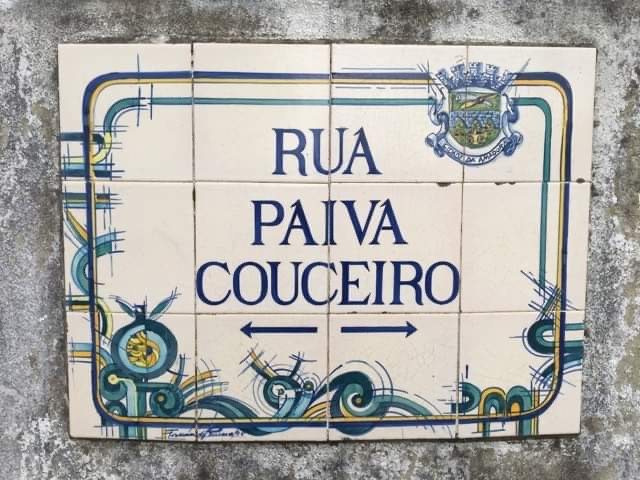
Amadora - Hameau des Moinhos da Funcheira.
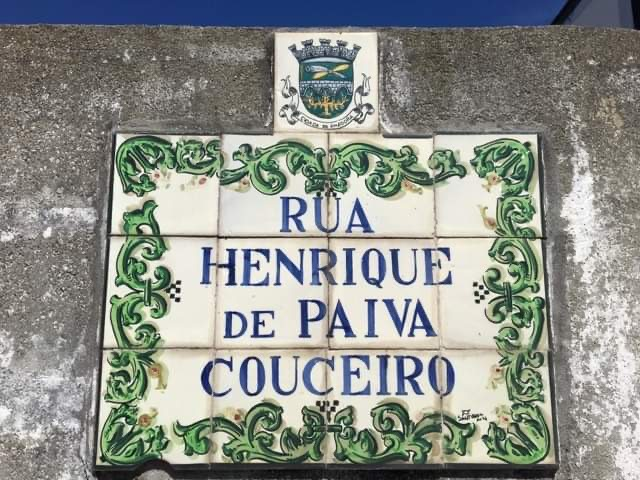
Amadora - Venda Nova - Hameau des Cruzes
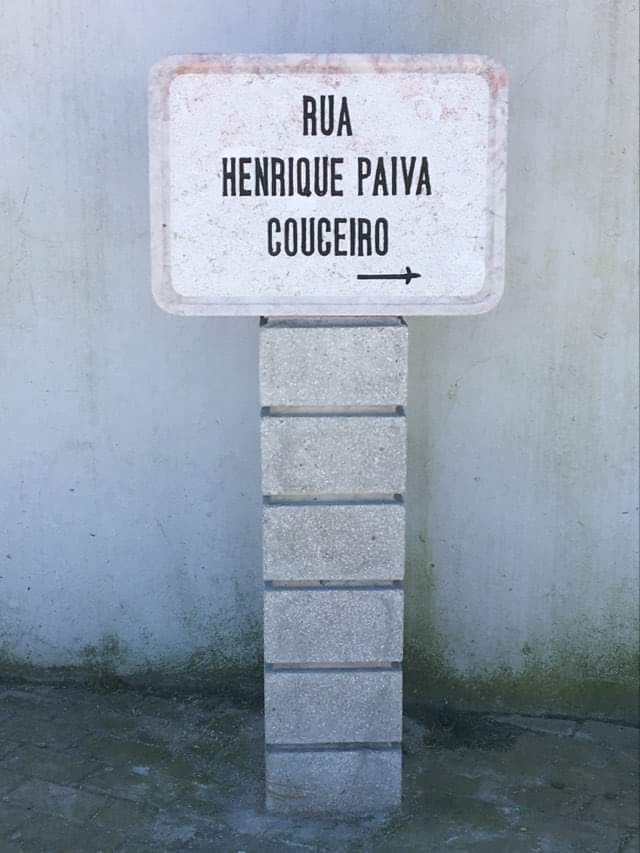
Amadora - Venda Nova - Hameau des Cruzes
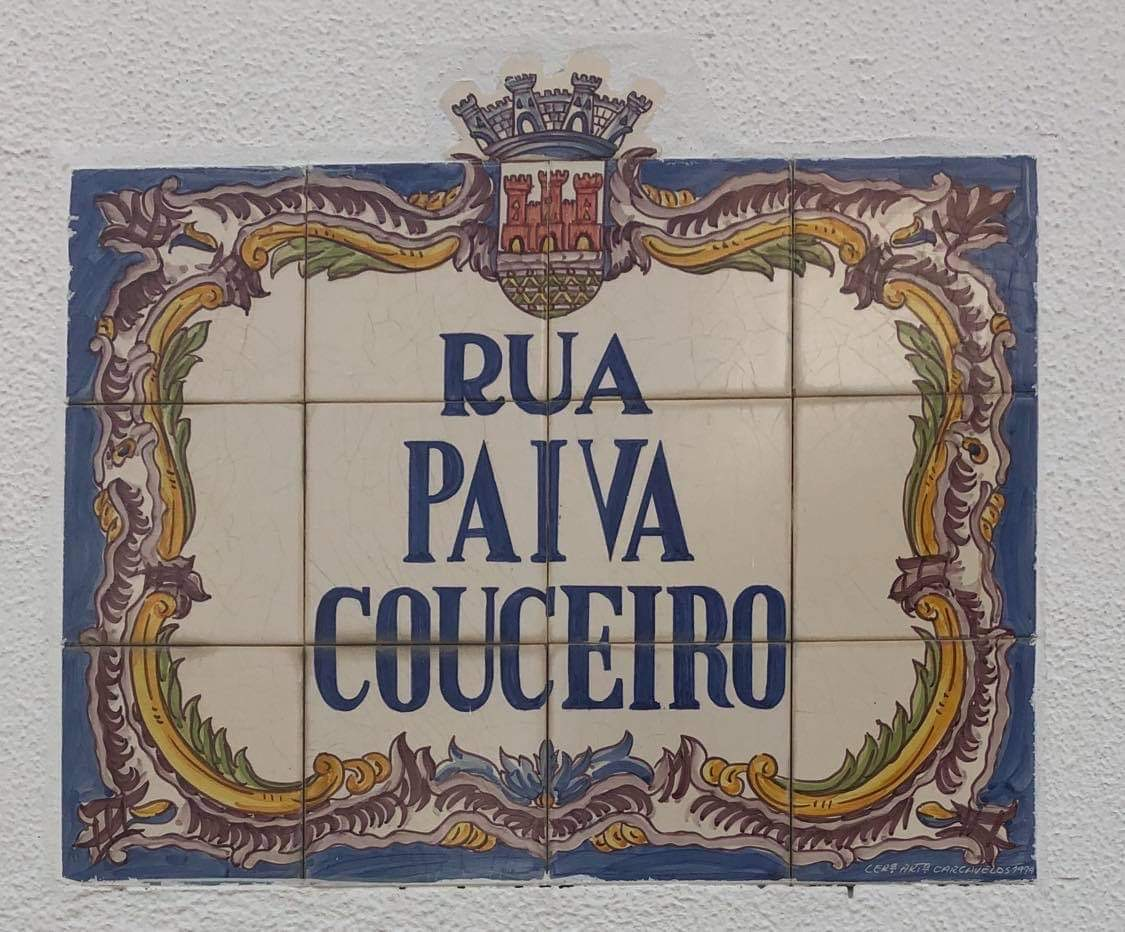
Cascais - São Domingos de Rana - Rue Paiva Couceiro.
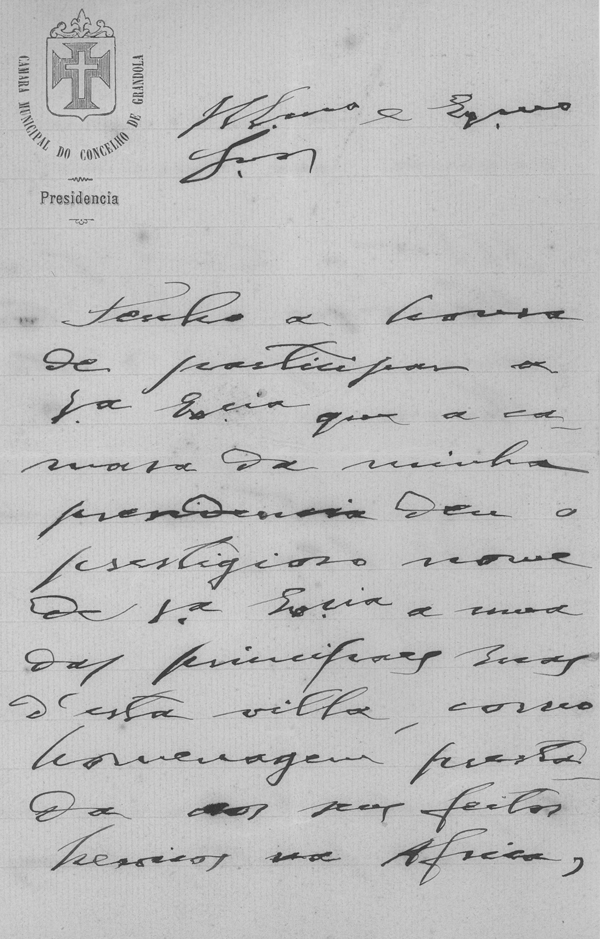
Grândola - Lettre du bourgmestre de Grândola.
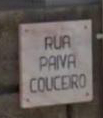
Guarda - Rue Paiva Couceiro.
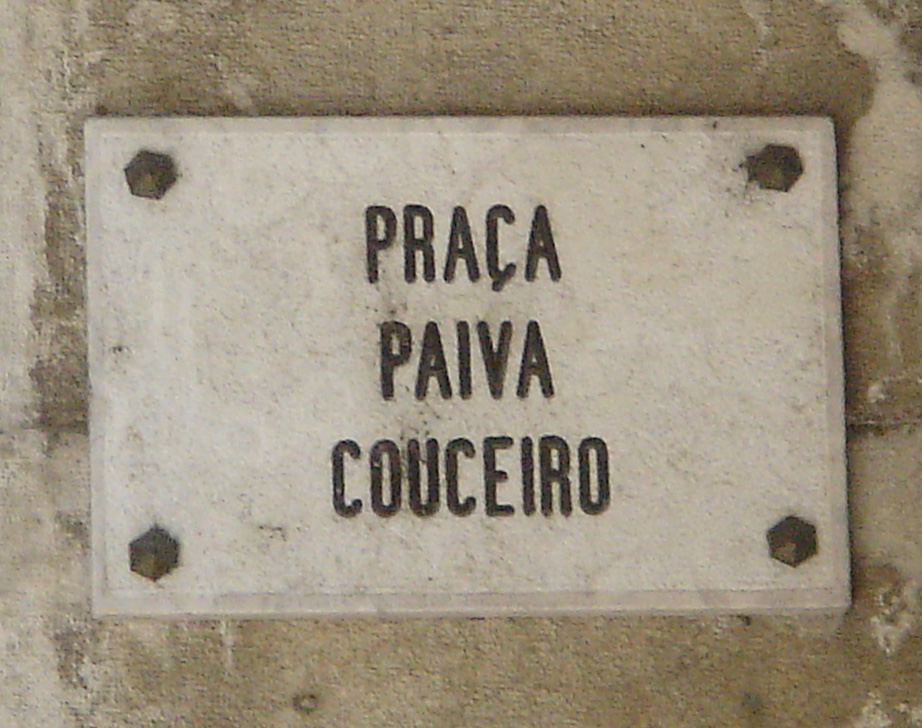
Lisboa - Place Paiva Couceiro.
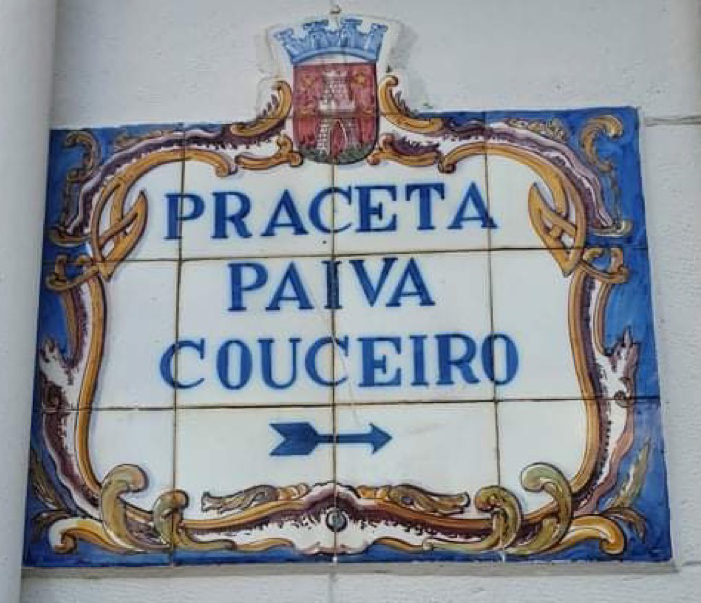
Sintra - Mem-Martins - Place Paiva Couceiro.
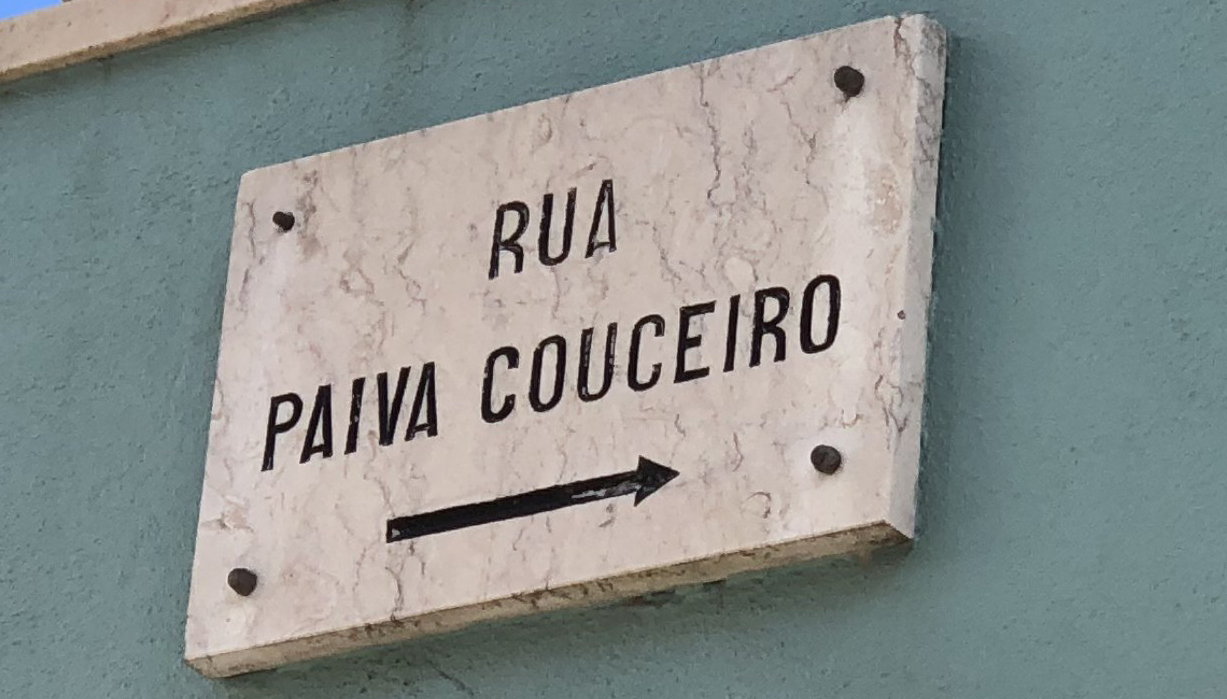
Odivelas - Rue Paiva Couceiro.
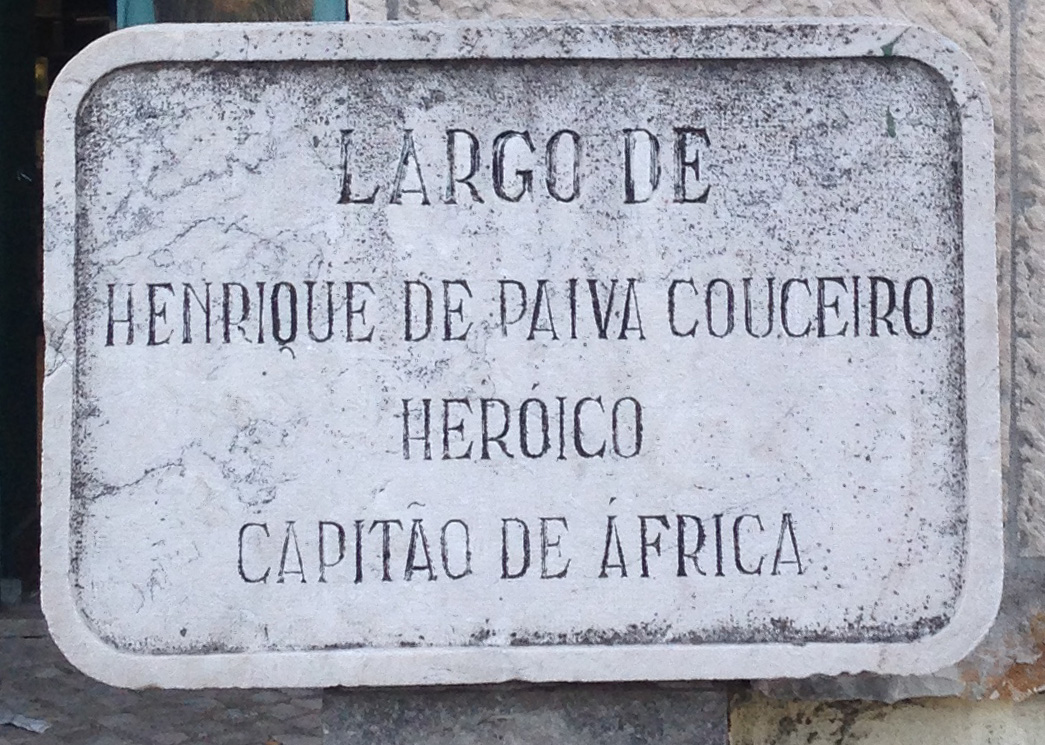
Oeiras - Place Henrique de Paiva Couceiro.
- Oeiras - Rue Henrique de Paiva Couceiro.
- Oeiras - Place Henrique de Paiva Couceiro - Héroïque Capitaine d'Afrique.
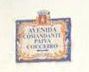
Sintra - Queluz - Avenue Comandante Paiva Couceiro.
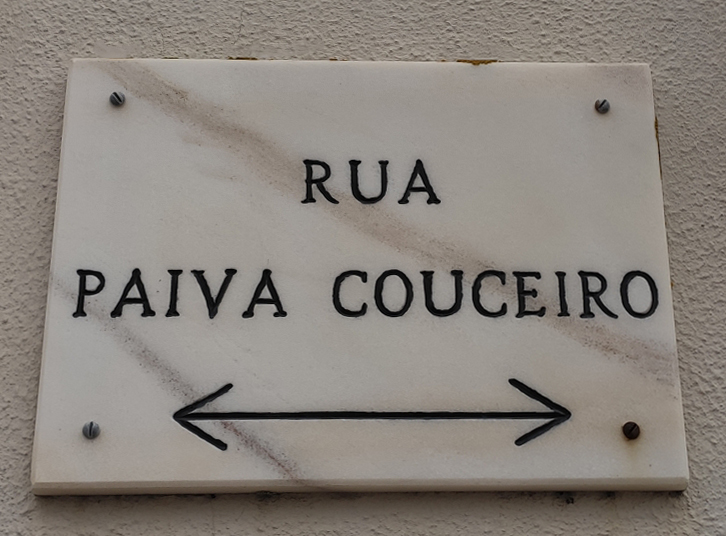
Moita - Alhos Vedros - Rue Paiva Couceiro.
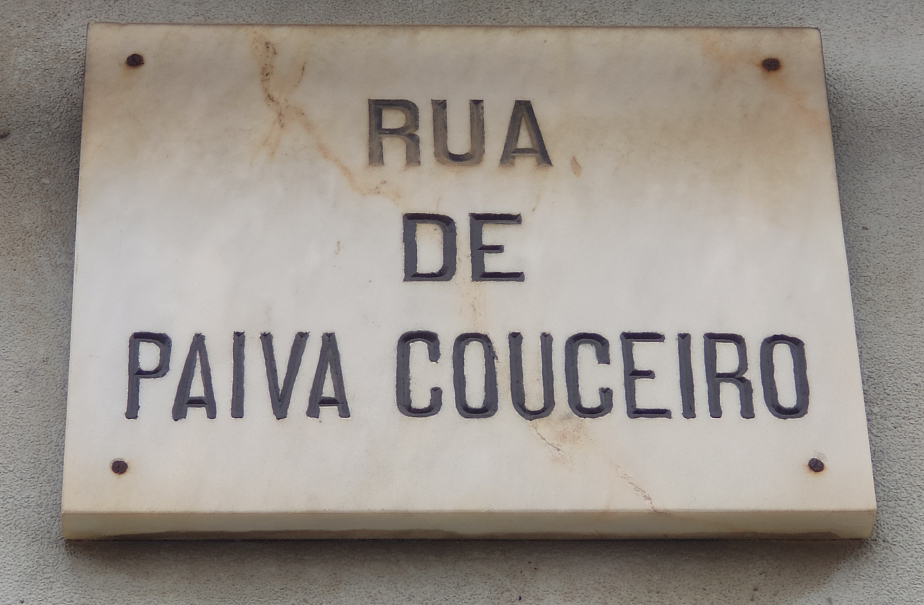
Moita - Alhos Vedros - Rue Paiva Couceiro.
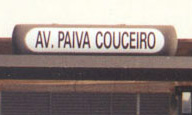
Porto - Avenue de Paiva Couceiro.
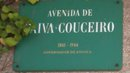
Porto - Avenue de Paiva Couceiro.

- Avenida Paiva Couceiro — Porto
- Praça Paiva Couceiro — Lisboa
- Largo Henrique de Paiva Couceiro — Oeiras
- Rua Henrique de Paiva Couceiro — Oeiras
- Avenida Comandante Paiva Couceiro — Queluz
- Rua Henrique de Paiva Couceiro — Bairro das Cruzes — Venda Nova — Amadora
- Rua Paiva Couceiro — Odivelas — Lisboa
- Rua Paiva Couceiro — São Vicente — Guarda
- Rua Paiva Couceiro — Bairro Gouveia — Alhos Vedros, Moita — Setúbal
- Rua Paiva Couceiro — Bela Vista — Afonsoeiro, Montijo — Setúbal
- Rua Paiva Couceiro — Outeiro de Polima, São Domingos de Rana — Cascais
- Rua Paiva Couceiro — São Brás — Amadora
- Praceta Paiva Couceiro — Algueirão, Mem Martins — Sintra

Brésil

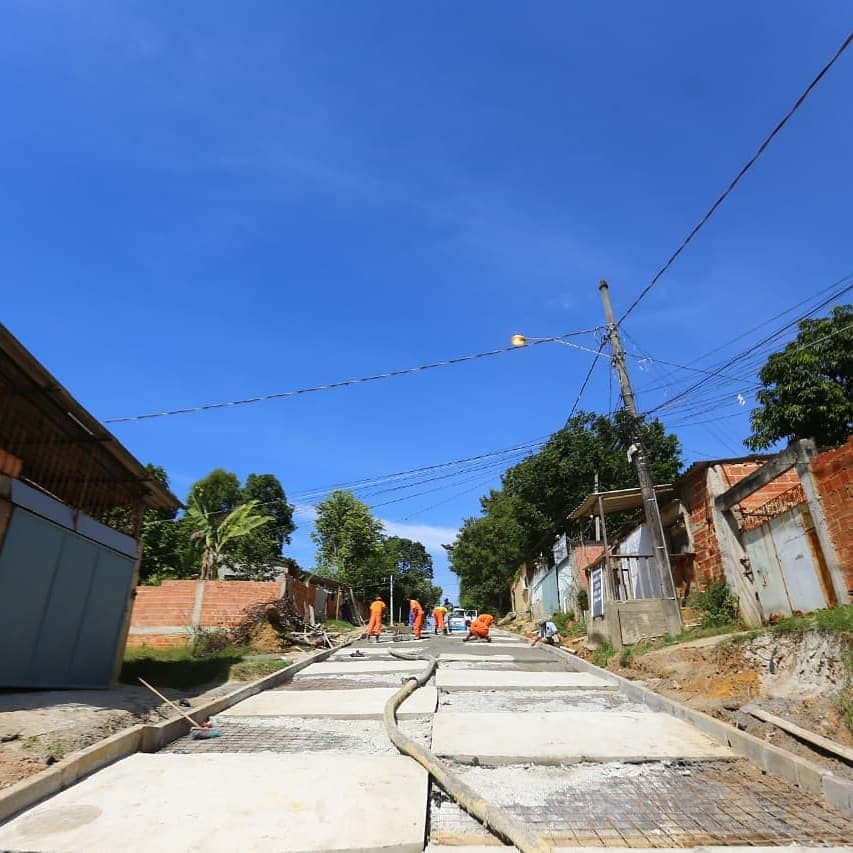
Brasil - Rio de Janeiro - Belford Roxo - Rue Paiva Couceiro.

- Rua Paiva Couceiro — Bairro "Vila Santo Antônio" — Belford Roxo, no estado do Rio de Janeiro

Mozambique

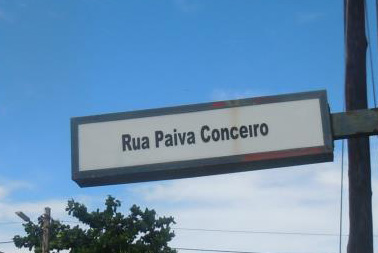
Beira - Rue Paiva Couceiro.
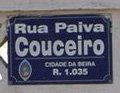
Beira - Rue Paiva Couceiro.
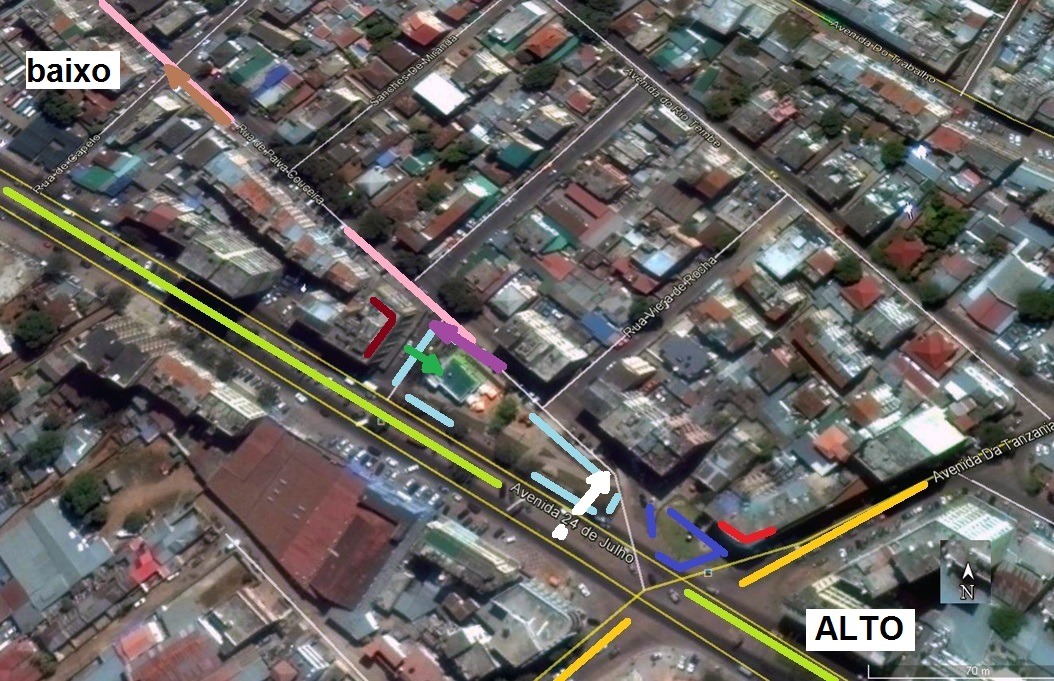
Moçambique - Rue Paiva Couceiro à Alto Mahé - Lourenço Marques (Maputo).

- Rua Paiva Couceiro — Beira
- Rua Paiva Couceiro — Maputo (ex-Lourenço Marques), Bairro de Alto Maé

Angola

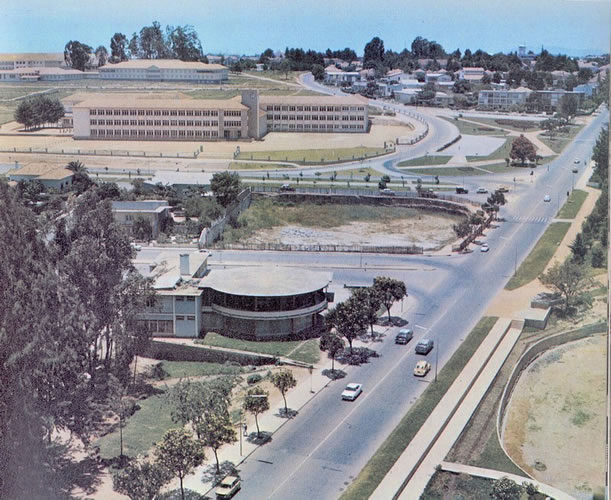
Luanda - Avenue Paiva Couceiro.

- Luanda : il a existé une avenue Paiva Couceiro, actuellement appelée avenue Chanoine Manuel das Neves. Júlio de Castro Lopo, in “Paiva Couceiro – uma grande figura de Angola” — parle d'une rue de Paiva Couceiro à Luanda.
- Benguela: Place Governador Paiva Couceiro (entre l'hôpital et l'avenue Governeur Sousa Coutinho)
- Lubango (ex Sá de Bandeira): Rue de Paiva Couceiro
- Il existe aussi, en Angola, une ville appelée Vila Paiva Couceiro, siège du conseil du Alto Cunene, du district de Huíla, ancienne région de Quipungo.

### Dans la culture populaire
Dans le film Chaimite, Paiva Couceiro est le principal personnage historique. Le rôle est joué par le réalisateur lui-même, Jorge Brum do Canto.